# Unrugowie

Tarcza herbowa Unrugów na piersi Orła Białego w herbie Kargowej

Unrugowie – polski ród szlachecki, wywodzący się z Dolnego Śląska, osiadły w Wielkopolsce od końca XVI wieku i uznany w 1613 roku; podzielił się na linię międzychodzką, bukowiecką, świniarską i kargowską. Stanowi gałąź rozpowszechnionego w Świętym Cesarstwie Rzymskim rodu Unruh, herbu własnego  – czerwony lew wspięty w złotym polu, w klejnocie trzy pióra strusie nad hełmem w koronie.
Ród Unrugów przyczynił się do rozwoju Międzychodu i Kargowej. Liczni jego przedstawiciele, w kolejnych wiekach, pielęgnowali polski patriotyzm, piastowali urzędy państwowe, a przede wszystkim walczyli w szeregach Wojska Polskiego, wśród nich najwyższy rangą admirał Józef Unrug.

## Protoplaści rodu
Cały ród Unruh / Unrug według własnej tradycji wywodzi się z Alzacji i wziął nazwisko od swego zawołania bojowego: Ohne Ruhe! (z niem.: Bez odpoczynku / spokoju!). Nazwisko przybrało postać Unruhe (Niespoczywający [w walce], Niespokojny), a w średniowieczu zapisywano je też w formach: Unruh, Unrug, Unruge, Unrow, Unrowe, Unruwe, Unrw, Unrugh, Unruch, Unroh, Unru, Onru. Według jednej wersji swej tradycji ród datuje się od Karola Wielkiego. Zgodnie z inną jej wersją jego założycielem był młody młynarz Kurt, który mszcząc się za pohańbienie i śmierć matki, zbrojną grupą napadał na włości księcia Franków Eberharda III. Schwytany przez króla Ottona I, został wrzucony do klatki ze lwem, którego ogłuszył gołymi rękami. Ułaskawiony wyruszył pod wodzą Udona I von der Wetterau i Konrada Kurzbolda, kuzyna Konrada I, na wojnę ze zbuntowanym przeciw Ottonowi I Ebrehardem i sam zabił go w 939 roku. Za swoją wytrwałość w walce został przezwany Kurt Ohne Ruhe, a król nobilitował go i nadał herb z lwem. Następnie Kurt brał udział w kolejnych wojnach. Ostatecznie zamieszkał z żoną Elżbietą, córką hrabiego Goll, w nadanym mu zamku nad Łabą.
Ród Unruhe w średniowieczu był szeroko rozgałęziony w Rzeszy i Europie Środkowej. Liczne gałęzie posiadał na Łużycach, gdzie w 1339 roku Sigmund Johann von Unruh był kanclerzem Ziemi Żarskiej oraz w Czechach (od końca XII wieku), gdzie w 1304 roku notowany był kanclerz Johann von Unruh. W 1430 roku jacyś członkowie rodu przybyli do Nowej Marchii, prawdopodobnie wraz Hohenzollernami z Norymbergi. Ich potomkowie po rozbiorach osiedlili się w powiecie babimojskim, a gałąź ta wygasła pod koniec XIX wieku . Również w Prusach Wschodnich mieszkali Unruhowie. Jednak nie ma dowodów genealogicznych na pokrewieństwo polskich Unrugów pochodzących ze Śląska z tymi gałęziami, a także z innymi gałęziami śląskimi. Możliwe, że wszystkie one nie mają wcale wspólnego przodka osiadłego w Turyngii, jak głosi tradycja, ale są to odrębne rody złączone jednym herbem i zawołaniem, które stało się wspólnym nazwiskiem . Doktor medycyny Gerd von Unruh z Uniwersytetu w Bonn rozpoczął projekt badań genetycznych mężczyzn w całym rodzie, mający na celu ustalenie wzajemnych powiązań między gałęziami i wewnątrz nich .

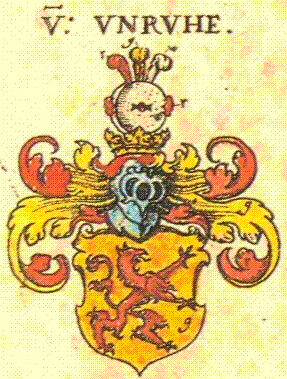
Herb rodu, wariant śląski

Pierwszy z Unruhów w Polsce walczył w szeregach rycerstwa Bolesława III Krzywoustego przeciwko Henrykowi V w zwycięskiej wojnie polsko-niemieckiej 1109 roku. Jan Długosz w jednej z prac pisał, iż był on również posłem księcia polskiego do cesarza. Almanach Gotajski stwierdza wprost, że był to pierwszy, znany ze źródeł historycznych, Unruh / Unrug w ogóle. Pieśń rybałtów śląskich wspomina o udziale Unrugów po stronie polskiej w bitwie pod Opolem z Mongołami w 1241 roku.
W okresie rozbicia dzielnicowego Polski Unruhowie zamieszkiwali na Dolnym Śląsku. Wpierw osiedlili się w okolicach Brzegu, a następnie Kożuchowa . Ich szczególną siedzibą przez ponad 400 lat była Racula w księstwie głogowskim. Pierwsza wzmianka o niej pochodzi z 1315 roku i wymienia jako właściciela wsi Johanna von Unruha, który ufundował w niej kościół pw. św. Mikołaja. Zamieszkiwała ją w większości ludność polska aż do XVIII wieku . Akta grodzkie z Poznania w 1336 roku również wzmiankują Jana Unruga z księstwa głogowskiego. Hannus Unru był dworzaninem księcia głogowskiego Henryka, a Jan Unruwe rzecznikiem rycerstwa głogowskiego. Dokument z 1357 roku z Żagania  posiada pieczęć przedstawiającą najstarszy zachowany wizerunek herbu Unrugów.
W 1385 roku w Królestwie Polskim notowany był dziekan Piotr Unrug ze Śląska, a za nim podążyło kilku innych . Pochodzący z tej dzielnicy rycerze Hans i Peter Unruge walczyli pod Grunwaldem w 1410 roku po stronie krzyżackiej, jednakże cztery lata później przeszli na służbę króla polskiego Władysława Jagiełły. Nie wiadomo, czy mieli potomków . Piotr Hervest Unrow był dworzaninem i posłem króla Aleksandra Jagiellończyka i Zygmunta Starego, uczestniczył w walkach z Tatarami, m.in. w zwycięskiej bitwie pod Kleckiem w 1506 roku. Posłem Zygmunta Starego był również drugi przedstawiciel rodu Ernest Unrow.
W okresie reformacji Unruhowie z Raculi: Nickol i Hans przyjęli protestantyzm już w 1525 roku, pod wpływem proboszcza parafii św. Jadwigi w Zielonej Górze Pawła Lemberga i odtąd kościół w Raculi został siedzibą parafii ewangelickiej, związanej z dziejami rodu . Jan Unru notowany na Śląsku w 1300 roku i utożsamiany z raculskim Johannem von Unruh, jego syn Hannus oraz wnuk wójt Niczek (Mikołaj) Unrow (zm. 1416), żonaty z córką wicesędziego poznańskiego Wawrzyńca Będlewskiego herbu Łodzia, byli w prostej linii przodkami Christopha / Krzysztofa (1550-1622), protoplasty rodu Unrugów w Wielkopolsce .
Christoph von Unruh (1550-1622), zamieszkały w Żabnie, w Raculi poślubił Annę von Promnitz herbu Promnicz z Dzietrzychowic, z możnego rodu dolnośląskiego, która wniosła w posagu ogromny majątek w złocie . Z powodu przynależności do wspólnoty protestanckiej, poszukując wolności religijnej, wraz z rodziną opuścił Śląsk, będący już pod panowaniem Austrii i tak jak inni współwyznawcy, przybył do Rzeczypospolitej . W 1597 roku za 45 tys. talarów kupił od Jana hrabiego Ostroroga, wspierającego protestantów, klucz międzychodzki, czyli miasto Międzychód z wsiami: Wielowieś, Muchocin, Dzięcielin, Mokrzec, Kaplin, Mierzyn, Radgoszcz, Strychy i Świniary. Do roku 1599 zbudował zamek w Międzychodzie nad Jeziorem Miejskim (koło dzisiejszej ul. Zamkowej), który stał się główną siedzibą pierwszej polskiej linii rodu. Jego założycielem został jako Christoph von Unruh der Uhrältere (Krzysztof Unrug Najstarszy)  . W 1613 roku od króla Zygmunta III Wazy otrzymał indygenat i udostojnienie herbu. W dokumencie potwierdzenia zapisano jego nazwisko w formie: Christopherus von Unrug. Zmarł w gnieździe rodowym w Raculi. Według jednych publikacji miał jedną córkę: Barbarę Karską-Sczaniecką, według innych dwie: Sydonię von Braun-Steinberg i Annę Broniewską, a także trzech synów: Christopha, Georga i Balthasara.
- Christoph II von Unruh[d] – pierwszy dziedzic majętności. W 1619 roku założył pierwszą w rejonie wieś na prawie olęderskim – Schweinerter Holländer / Świniarki[22]. Ożenił się z Kathariną von Köckeritz. Mieli czworo dzieci, zmarłych bezpotomnie[23].
- Georg von Unruh / Jerzy Unrug (1580-1652) – od 1627 roku dziedzic Międzychodu, odstąpionego przez Christopha II. Służył w Wojsku Polskim[17] . Zakupił Kargową, Pieski i Nowe Gorzycko[18] . Żonaty był dwukrotnie: z Anną von Lest i Ewą von Rothenburg. Z Anną miał dwie córki i syna Krzysztofa (1624-1689) – dziedzica Międzychodu, a z Ewą syna Aleksandra (1628-1668) – założyciela linii Unrugów z Bukowca i trzy córki[24].
- Balthasar von Unruh / Balcer Zygmunt Unrug (1582-1634) – dziedzic po Christophie II Świniar, Strych i Grochowa, ożenił się z Anną Marią Szczaniecką herbu Ossoria. Mieli czterech synów: Zygmunta (1615-1680) – dziedzica Świniar i Grochowa, Johanna Karla (zm. 1655) – właściciela Witoszyna Dolnego, który wraz z dziećmi zmarł prawdopodobnie podczas epidemii, Adama Abrahama (zm. 1677) – dziedzica Strych i Balthazara[25].

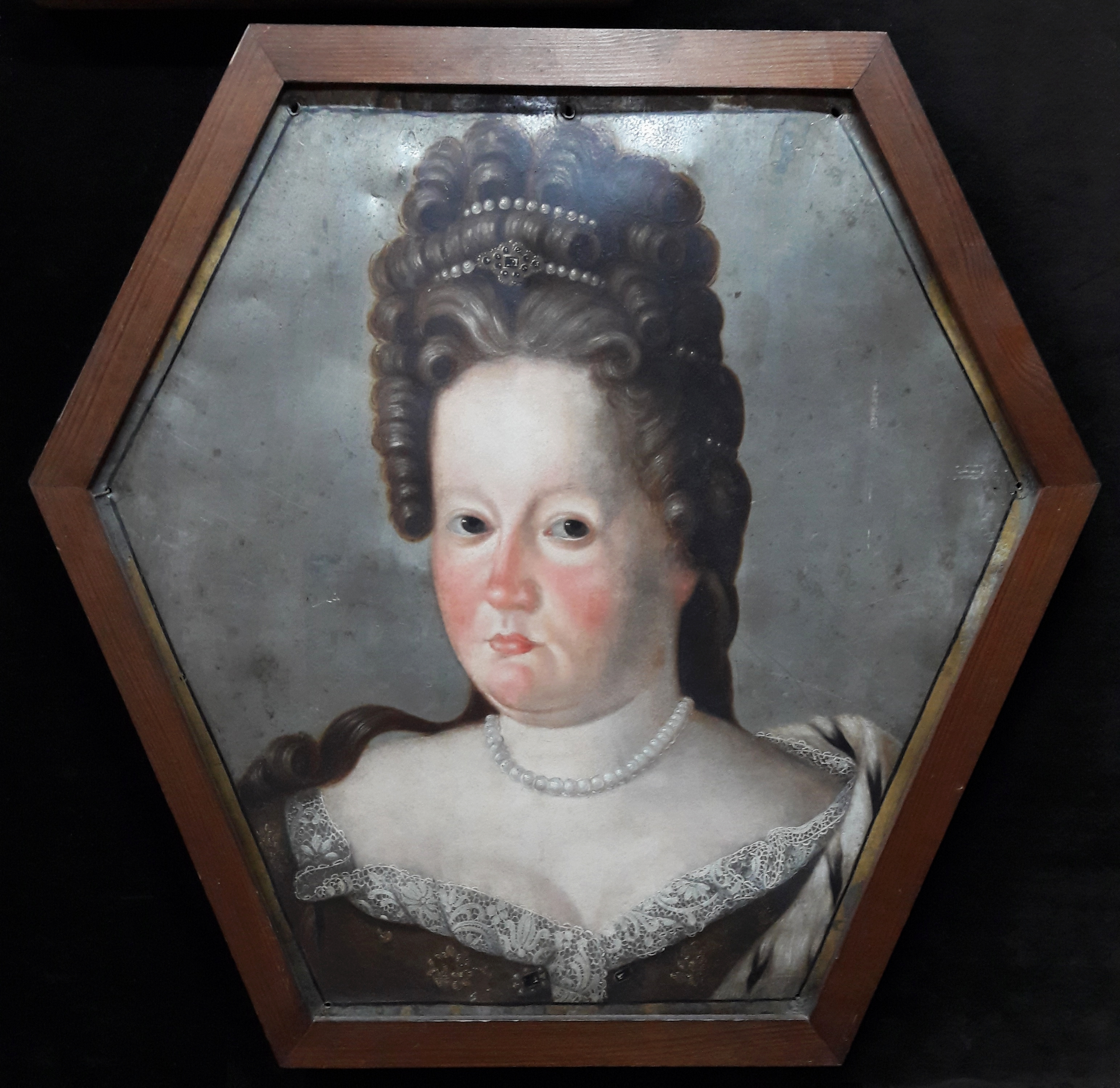
Katarzyna Zofia Unrużyna, żona Baltazara Unruga (1655-1722), praprapraprapraprapraprababcia króla Niderlandów Wilhelma Aleksandra

Potomkowie Balthasara (1582-1634), w kolejnych pokoleniach dziedziczący Świniary, Strychy i Grochów, nie wyróżnili się licznie w źródłach historycznych szczególną służbą dla Rzeczypospolitej. Bracia Krzysztof i Adam Fryderyk walczyli jako polscy oficerowie w wojnie północnej (1700 -1721). Ludwik Filip (ok. 1703-1740) syn Baltazara Unruga (1655-1722) syna Adama Abrahama chorążego czarnkowskiego, był starostą gnieźnieńskim. Później przeniósł się do Nowej Marchii i został leutnantem armii Królestwa Prus. Poległ w bitwie pod Małujowicami. Jego syn Karl Philipp von Unruh (1731-1805) dosłużył się stopnia generała porucznika tej armii. Syn jego Karl von Unruh (1786-1852) również został generałem porucznikiem i gubernatorem wojskowym Fryderyka Wilhelma. Córka Dorothea Christiana Modeste (1781-1854) wyszła za grafa Wilhelma Ernesta zur Lippe-Biesterfeld (1777-1840). Ich praprawnukiem w prostej linii był książę Niderlandów Bernhard zur Lippe-Biesterfeld ojciec byłej królowej Beatrycze. Potomkiem Balthasara był też Karl Friedrich Stephan von Unruh (1845-1898), w latach 1883–1898 poseł do parlamentu pruskiego z okręgu koszalińskiego. Krzysztof Zygmunt (1677-1747), prawnuk Balthazara, zaczął pisać kronikę rodzinną od 1740 roku, która jest do dziś zachowana. W piątym pokoleniu linia świniarska uległa całkowitej germanizacji, a w ciągu XIX wieku wszystkie jej odgałęzienia wygasły po mieczu .

Kobieta niezrównana, niewiasta ze wszechmiar godna pożądania, podziwu godna chrześcijanka. Małżonka męża przez lat piętnaście najskromniejsza, matka pociech jedenaściorga najwierniejsza. Obyczajem najszlachetniejsza, wdziękiem najwytworniejsza, w miłości najsłodsza pani Katarzyna Zofia, męża znamienitego wielce szlachetnego Pana Baltazara z Unrugów żebro najukochańsze...

Potomkowie Georga / Jerzego (1580-1652): synowie Krzysztof i Aleksander oraz liczni przedstawiciele ich linii w następnych pokoleniach przez cztery stulecia brali aktywny udział w polskim życiu narodowym, piastując urzędy, a przede wszystkim walcząc w szeregach różnych formacji Wojska Polskiego . Ponadto choć ich krewni na Śląsku posiadali spore dobra i byli szlachtą tytularną, rzadko polskie linie Unrugów decydowały się na koligacje ze szlachtą śląską, starając się częściej wiązać rodzinnie z wielkopolskimi elitami. Teodor Żychliński, autor Złotej Księgi Szlachty Polskiej  tak scharakteryzował polską gałąź Unrugów:

Odnoga ta wraz z polskim indygenatem przyjęła także i narodowość polską, starając się odtąd przybranej Ojczyźnie na każdym kroku synowską okazywać miłość i wdzięczność. To też Rzeczpospolita, jak to było jej zwyczajem, garnęła Unrugów do swego macierzyńskiego łona, zasługi ich wynagradzała bogatemi starostwami i zaszczytne im powierzała urzędy ziemskie.

Wielu spośród kolejnych członków rodu od Krzysztofa Najstarszego do rozbiorów, a nawet po nich, stosowało polską pisownię nazwiska: Unrug. Świadczą o tym zbiory dokumentów, np. Volumina Legum i Teki Dworzaczka oraz ich własnoręczne podpisy w listach. Także Carl Günther Ludovici (1707–1778), w swej największej encyklopedii niemieckiej XVIII wieku Grosses vollständiges Universal-Lexicon stwierdził:

W Polsce von Unruhowie unikają niemieckiego brzmienia nazwiska, preferują formę Unrug.

Wbrew temu we współczesnych publikacjach w języku polskim jest obecna maniera nadużywania niemieckiej formy imion i nazwiska odnośnie do ich wszystkich. Np. Stefan Petriuk powstanie formy Unrug suponuje dopiero w 1848 roku od Henryka Kajetana Maurycego . Tymczasem Oswald Pietruski, w swym Poczcie Elektorów Królów Polskich, w 1843 roku pisał coś wręcz przeciwnego:

Jak wdzięcznem jest wspomnienie dla niektórych rodzin pochodzenie z Polski, dowodzi podniesiona do godności hrabiów pruskich dzielnica Unrugów; którzy, lubo teraz według diplomatu Unruh pisać się zwykli, przecie w najważniejszych dokumentach, ba i w roczniku Gothajskim, familie hrabiów obejmującym, nazwisko swoje przez g dołączać zwykli.

## Linia międzychodzka

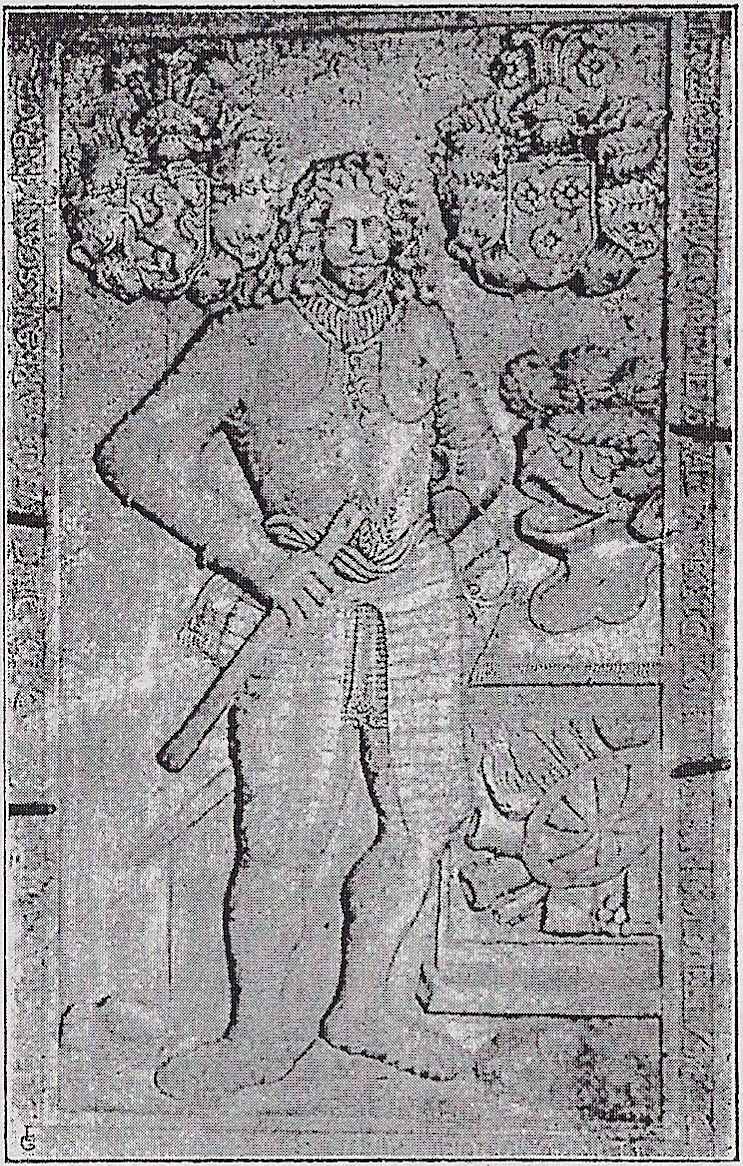
Krzysztof Unrug (1624-1689)

Krzysztof Unrug (1624-1689), syn Georga / Jerzego (1580-1652) i kolejny dziedzic Międzychodu, używał obu pisowni imienia i nazwiska. Był sekretarzem królowej Ludwiki Marii i członkiem polskiego poselstwa na rokowania w Münsterze w 1648 roku. W 1649 roku walczył w obronie Zbaraża w stopniu rotmistrza, w 1651 roku wyróżnił się w bitwie pod Beresteczkiem . Podczas potopu szwedzkiego w 1655 roku przeszedł na stronę wroga z motywów religijnych, lecz potem zrehabilitował się, w 1658 roku goszcząc w Międzychodzie króla Jana Kazimierza, a rok później wystawiając regiment piechoty, którego został pułkownikiem i walcząc ze Szwedami oraz Rosjanami do 1660 roku, m.in. w bitwie pod Połonką  . Następnie był starostą gnieźnieńskim i wałeckim oraz komisarzem do spraw delimitacji granicy Rzeczypospolitej z Brandenburgią. W 1685 roku był posłem na sejm.
Znacznie powiększył rodzinne posiadłości, kupując m.in. miasta: Trzciel, Poniec i Skoki oraz Nowy Tomyśl. Na gruntach zakupionej przez ojca od Żychlińskich wsi Kargowa w latach 1641–1653 zbudował miasto, które nazwał Unrugowo / Unruhstadt oraz nowy zamek. Łącznie posiadał 42 wsie . Był żonaty dwukrotnie: z Marią Anną Broniewską herbu Leliwa (zm. 1664) córką Hieronima Broniewskiego i Bogumiłą Jaskólecką herbu Zaremba. Z Marią miał ośmioro dzieci, a z Bogumiłą dwanaścioro. Wśród jego potomków wyróżnili się szczególnie w służbie Rzeczypospolitej:
- Jerzy Unrug (1652-1722) – dziedzic m.in. Skoków, Wągrowca i Rejowca, podobnie jak ojciec początkowo wojskowy, dosłużywszy się stopnia rotmistrza, następnie starosta wałecki, podstoli poznański i sędzia grodzki poznański. Był ostatnim protestanckim deputatem do Trybunału Koronnego[15] . Ożenił się z Anną Marianną Bojanowską herbu Junosza. Mieli czworo dzieci[38].
- Jan Krzysztof Unrug (1660-1687) – rotmistrz arkebuzerów, walczył w wojnach z Turkami i Tatarami, m.in. na Węgrzech, Morawach i Wołoszczyźnie, był chorążym podczas Odsieczy Wiedeńskiej w 1683 roku. Poległ w Dobrudży[15] .
- Bogusław Unrug (1661-1725) – starosta gnieźnieński i obornicki, w latach 1704–1705 ambasador króla polskiego w Królestwie Prus, dziedzic Międzychodu i Trzciela. Wiele podróżował i studiował. Kilkakrotnie odmawiał królom przyjęcia godności senatora i wojewody, bowiem wiązałoby się to z koniecznością zmiany wyznania. Bronił swego brata Zygmunta przed Trybunałem Koronnym. Kupił Bielsko. Rozpoczął pisanie kroniki rodzinnej. W 1689 roku poślubił Konstancję Ludwikę Annę Żychlińską herbu Szeliga (ok. 1645-1695) córkę podkomorzego kaliskiego Piotra Żychlińskiego i Sybilli, córki Gerarda Denhoffa i księżniczki Sybilli Małgorzaty. Mieli córkę Eleonorę i siedmiu synów[17] [39][20], wśród których wyróżnili się:

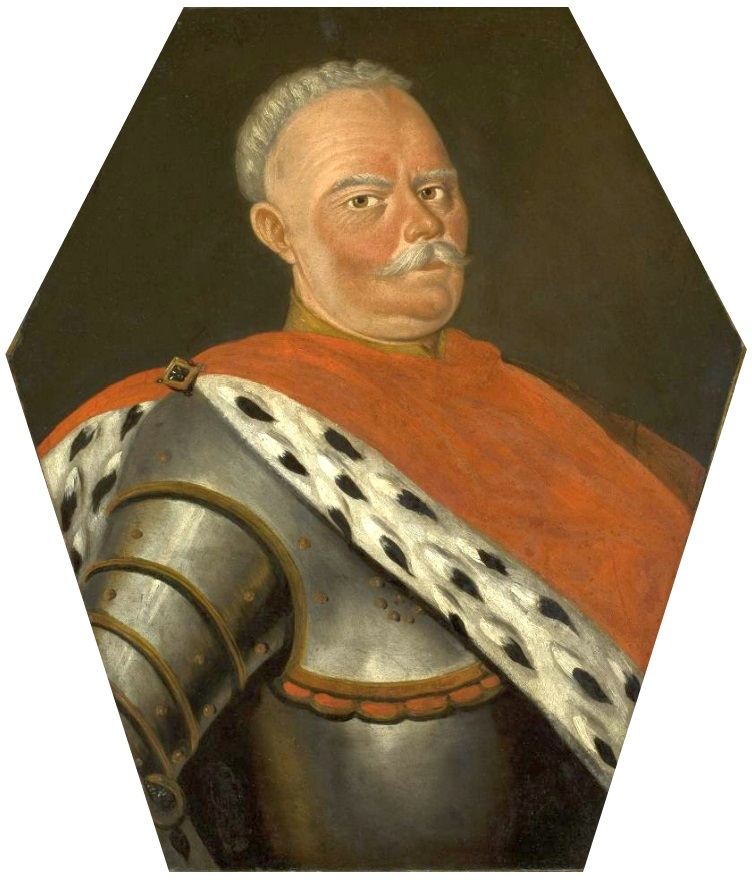
Bogusław Unrug (1661-1725)

1. Krzysztof Unrug / Christoph von Unruh (1689-1763) – dziedzic Międzychodu, starosta obornicki. Ożenił się z Marią Franciszką Kokorsową ze Šťáhlav (ur. 1700), czeską hrabianką, damą dworu ostatniej królowej Polski Marii Józefy. Kapitan regimentu pieszego królowej, generał major wojsk koronnych, hrabia Rzeszy od 1745 roku, wiceprzewodniczący i od 1755 roku przewodniczący Rady Wojennej Saksonii (pozostającej w unii personalnej z Polską), tajny radca i bliski stronnik króla Augusta III[40][41]. W 1731 roku w okolicach zamku założył nowe miasto Lipowiec / Lindenstadt (Międzychód Nowe Miasto) obecnie w granicach Międzychodu[18] . Rok później wykupił od krewnych wszystkie prawa do dziedzictwa międzychodzkiego i rządził nim jak „udzielny książę”, przyczyniając się do jego rozwoju, ale i zadłużenia[17] . Nadał 165-stronicowe Statuty Policyjno-Regulaminowe i Przepisy Sądowe magnackiego miasta Międzychód[18] .
2. Konstanty Unrug / Konstantin von Unruh (1696-1763) – podkomorzy Augusta III[20], hrabia Rzeszy od 1745 roku, rezydent saski i polski komisarz w Gdańsku w latach 1736–1750, poślubił tam Agatę Justynę (1692-1755), córkę burmistrza Gdańska Gabriela Bömelna i osiadł na stałe w Gdańsku[41][17] .
3. Władysław Unrug (1698-1749) – pułkownik polski, dzierżawca Przedlesia. Ożenił się z Joanną Elżbietą Unrug córką Krzysztofa Zygmunta syna Zygmunta syna Balthazara von Unruh (1582-1632)
4. Bogusław Piotr Unrug (zm. 1766) – dziedzic Powodowa, ożenił się z Charlotte von Schaumberg. Ich syn Jerzy Bogusław (1742-1779) ożenił się z Szarlotą Bojanowską, mieli córkę Joannę, która wyszła za Stefana Dziembowskiego herbu Pomian. Krzysztof Unrug (1689-1763), nie mając dzieci, pod koniec życia przekazał Bogusławowi i Jerzemu cały majątek[4] .

- Zygmunt Unrug (1676-1732) – dziedziczył Poniec, Kawcze, Szelejewo i Zduny, ukończył studia na Uniwersytecie we Frankfurcie. Ożenił się z Beatą Szarlotą Luizą Gorzeńską herbu Nałęcz. Pułkownik wojsk koronnych, od 1698 roku starosta gnieźnieński. Wpierw stronnik króla Stanisława Leszczyńskiego, w 1705 roku potwierdził jego pacta conventa, rok wcześniej walnie przyczynił się do detronizacji Augusta II Sasa. W 1708 roku król wysłał go do Berlina, by wybadał nastawienie Fryderyka I do Polski i chęć ewentualnej pruskiej mediacji między konfederacją sandomierską a zwolennikami Stanisława. Był także posłem w Szwecji i Austrii. W 1709 roku został szambelanem Augusta II[42]. W 1715 roku Trybunał Koronny zaocznie skazał go na śmierć za „bluźnierstwo”, na podstawie wykradzionych mu przez oskarżyciela Andrzeja Potockiego osobistych notatek z kilkoma cytatami innych autorów. Zygmunt uciekł z kraju i w 1717 roku opublikował w swej obronie broszurę Relacya dyskretna żałosney i nieszczęśliwey sprawy Jegomości Pana Zygmunta Unruga Starościca Wałeckiego. Po jego stronie stanęła szlachta oraz część katolickich biskupów, w tym prymas i nuncjusz apostolski abp Vincenzo Santini w imieniu papieża Innocentego XI, a także Uniwersytet Paryski. Dopiero na sejmie grodzieńskim w 1726 roku został uniewinniony[43][44]. Wcześniejsza konfiskata majątku, w połowie na rzecz oskarżyciela, oraz koszty procesu spowodowały ruinę części dziedzictwa Unrugów[17] . Jego drugi syn Krzysztof Zygmunt (1728-1768) był generałem wojsk koronnych[45].

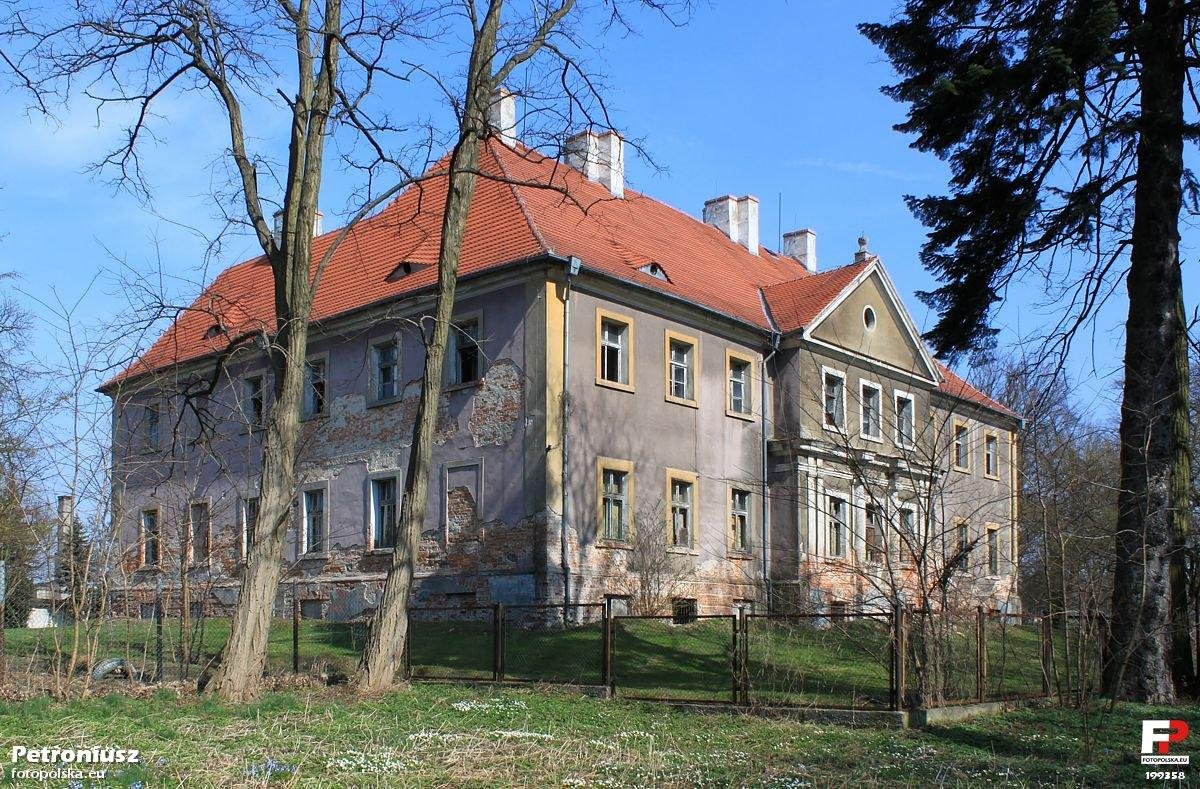
Pałac w Kargowej zbudowany przez Aleksandra Unruga

- Karol Unrug / Karl von Unruh (1687-1737) – dziedziczył Unrugowo, Kargowę, Chwalim, Pożarowo, Lubowo, Piotrkowice i Borowo, zapoczątkowując kilkupokoleniową linię kargowską. Starosta wałecki i stolnik wschowski, komisarz królewski w Gdańsku i tajny radca Augusta II[46]. Król wybrał na swą rezydencję pałac Karola, swego wiernego stronnika, w Kargowej i wielokrotnie w nim przebywał, planując też jego gruntowną rozbudowę. Pałac został jednak wkrótce zniszczony przez okolicznych mieszkańców w wyniku walk w 1735 roku[47].

1. Aleksander Unrug (1726-1806) – najstarszy syn i dziedzic Karola, starosta chodzieski, starosta niegrodowy zelegniewski i czarneński. Wybudował nowy pałac w Kargowej i kaplicę zamkową. Służbę wojskową zaczął w 1742 roku od stopnia chorążego, w 1754 roku został pułkownikiem lejtnantem oraz tajnym radcą wojennym. W 1753 roku ożenił się z Marią Anną baronówną Berlepsch z Turyngii (1735-1776), której dziadkiem był pierwszy minister króla Augusta III Henryk Brühl. W 1790 roku Stanisław August Poniatowski mianował Aleksandra dyrektorem generalnym Mennicy Warszawskiej i wiceprzewodniczącym Rady Wojennej. W styczniu 1792 roku zaciągnął się on do armii walczącej przeciwko Rosji w obronie Konstytucji 3 maja. Po III rozbiorze król pruski w 1796 roku podarował mu wsie zlikwidowanego przez siebie klasztoru cystersów w Obrze: Wojnowo, Stare Kramsko i Nowe Kramsko. W 1802 roku nadał mu również tytuł hrabiowski. Po śmierci jego syna w 1836 roku całe dziedzictwo przejął rząd pruski[48][49].

Kasper Niesiecki w swym Herbarzu Polskim wymienia członków rodu o niekreślonym pokrewieństwie, nieznanych w innych publikacjach. Są to: Wojciech żonaty z Heleną grafówną Nostycz i Bernard żonaty z Marią Eleonorą grafówną Metternich (ok. 1660) oraz pełniący urzędy:
- Stanisław Unrug – na Międzychodzie, starosta gnieźnieński, poseł na sejm z województwa kaliskiego, przystąpił do konfederacji Baranowskiego w 1696 roku[36]
- Nieznany z imienia Unrug – starosta śremski, którego córka wyszła za Konstantego Chociwskiego herbu Dąbrowa syna Floriana podkomorzego halickiego[50].

Unrugowie uczestniczyli w elekcjach królów polskich. W spisach głosujących wymienionych jest kilku z nich. Na Jana III Sobieskiego w 1674: Krzysztof na Międzychodzie Unrug starosta gnieźnieński, Jan Krzysztof Unrug i Władysław Unrug z Międzychodu. Na Augusta II w 1697: Unrug starościc wałecki, Jerzy Unrug, Krzysztof Unrug, Bogusław Unrug starosta gnieźnieński i Jerzy Unrug wojski wschowski. Na Stanisława Augusta Poniatowskiego w 1764: Alexander Unrug starosta zelegniewski i Piotr Władysław Unrug.
Sejm w roku 1768 zajął się kwestią odszkodowania Unrugom za straty poniesione w wyniku niesprawiedliwego wyroku na Zygmunta Unruga. W uchwale postanowił:

Nagradzając z wielu przyczyn pokrzywdzenie familii Ur[odzonych] Unrugów, osobliwie Ur. Zygmuntowi Unrugowi niewinnie uczynione, y maiąc wzgląd na zasługi Ur. Alexandra Unruga teraźnieyszego starosty Hamersztyńskiego Nam y Rzpltey okazane, uwalniamy to starostwo od płacenia Kwarty y wszystkich innych podatków z Dóbr Królewskich Rzpltey należących, y oneż pomienionemu Ur. Alexandrowi Unrugowi y iego należytym Oboyga Płci Sukcessorom Prawem Dziedzicznym na wieczne czasy daiemy...

W związku z zagarnięciem Czarnego przez Prusy w wyniku I rozbioru, Sejm Rozbiorowy w 1775 roku zadecydował o wypłaceniu Alexandrowi Unrugowi zadośćuczynienia w kwocie 45 tys. złotych polskich.
W ciągu kolejnych dziesięcioleci XVIII wieku Unrugowie linii międzychodzkiej stopniowo wracali do niemieckiej kultury. Równocześnie coraz bardziej nieumiejętnie zarządzali majątkami . Wskutek tego, z powodu kłótni i długów w 1790 roku sprzedali dziedzictwo Międzychód Karolowi Mielęckiemu herbu Ciołek, szambelanowi króla Stanisława Augusta Poniatowskiego, za 160 tysięcy talarów reńskich. Dziesięć lat wcześniej kupił on już od potomków Balthazara majątek Rozbitek, który do rodu wniosła w posagu Ewa Eleonora Szlichtyng-Bukowiecka . Wkrótce po II rozbiorze Polski majątek Miedzychód zmienił właścicieli, a w 1816 roku przeszedł w ręce państwa pruskiego. Sto lat później zamek został wyburzony.
Także cały majątek Kargowa, w wyniku życia ponad stan Jana Moritza Unruga (1770-1836), syna Aleksandra Unruga, był tak zadłużony, że rząd pruski w 1828 roku objął nad nim kontrolę, a po jego śmierci przejął na własność skarbu państwa. Pierwszy jego syn Moritz Wilhelm (1804-1842) był wyższym urzędnikiem pruskim w Münsterze, Frankfurcie nad Menem i Karlsruhe, a drugi Eduard Severin Oswald (1809-1874) leutnantem w 2 Pułku Kawalerii Gwardii w Erfurcie oraz podskarbim Hohenzollernów na zamku Eller koło Düsseldorfu. Linię kargowską po mieczu zakończył syn Moritza Wilhelma, Ludwig Heinrich Friedrich (ur. 1833), asesor sądowy, który  w Koblencji poślubił Annę von Dockum-Dolffs (ur. 1840) i miał z nią jedną córkę Luise (ur. 1863).

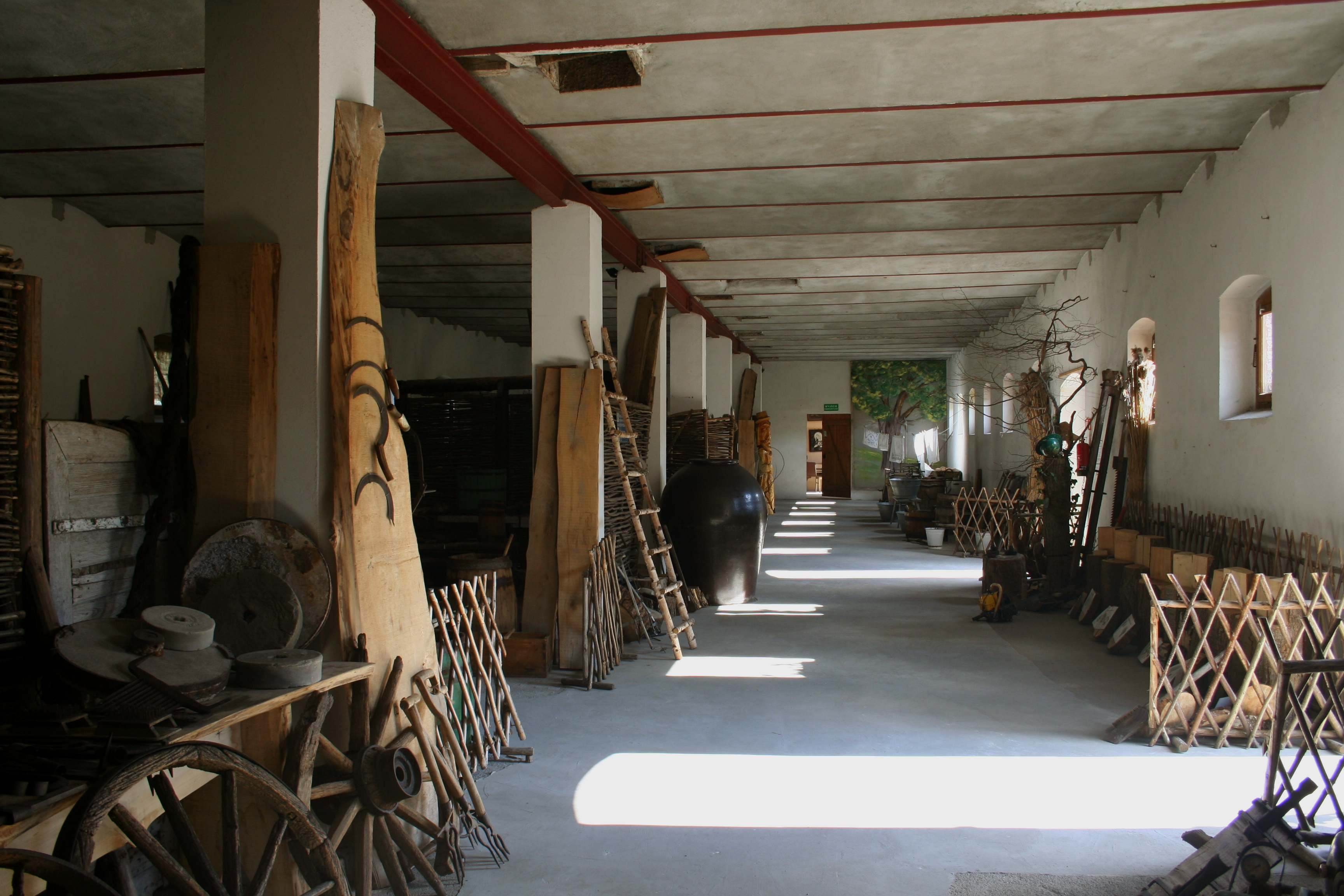
Mniszki, wnętrze chlewni skansenu

Potomkowie Krzysztofa Unruga pod zaborem pruskim, po mieczu pochodzący jedynie od Krzysztofa Piotra (1742-1811), syna Władysława (1698-1749), ostatecznie ulegli wtórnej germanizacji. Byli to von Unruhowie dziedziczący Mniszki, Tuczępy, Miłostowo, Ulejno oraz Górowo  . Z nich wywodził się niemiecki generał Walter von Unruh (1875-1945), urodzony w Mniszkach, który usiłował nakłonić adm. Józefa Unruga, przebywającego w oflagu, do wstąpienia w szeregi Kriegsmarine i Peter Christoph Hugo Anatol von Unruh (1920-1941), który jako żołnierz poległ pod Pskowem. W latach 1945–1955 Unruhowie tej linii opuścili Polskę. Obecnie w kiedyś wzorowo prowadzonym, a dziś zabytkowym folwarku w Mniszkach mieści się skansen . Wśród potomków zamieszkałych w Niemczech wyróżnił się społecznie, urodzony w Mniszkach, Georg Christoph von Unruh (1913-2009) profesor nauk prawnych, zajmujący się też historią rodu Unrugów  . Jego syn Werner Klaus również jest profesorem prawa. Christoph-Nikolaus Rudolf von Unruh, prawnik z najmłodszego pokolenia linii międzychodzkiej, założył stronę domową rodu Unrugów: Unrug.de.

## Linia bukowiecka
Aleksander Unrug (1628-po 1682), młodszy syn Georga /Jerzego (1580-1652) i wnuk Krzysztofa Unruga Najstarszego, w 1654 roku zakupił Bukowiec. Tam został założycielem trwałej linii polskiej rodu Unrugów, zwanej od jej pierwszej głównej siedziby linią bukowiecką. Pozostałe jego dobra, to: Pieski, Nowe Gorzycko, Gorzyń, Goślina i Skrzydlewo. Ożenił się z Urszulą Elżbietą Troską herbu Troska z Podlegórza (zm. w 1713). Miał z nią trzech synów i córkę. Podczas potopu szwedzkiego również początkowo poparł Szwedów, atakując z bratem pobliskie kościoły katolickie w Trzcielu, Pszczewie i Kamionnej, lecz potem zrehabilitował się i wypłacił odszkodowania rodzinom ofiar . Potomkowie jego stopniowo spolonizowali się całkiem, zachowując do poł. XIX wieku wyznanie kalwińskie .

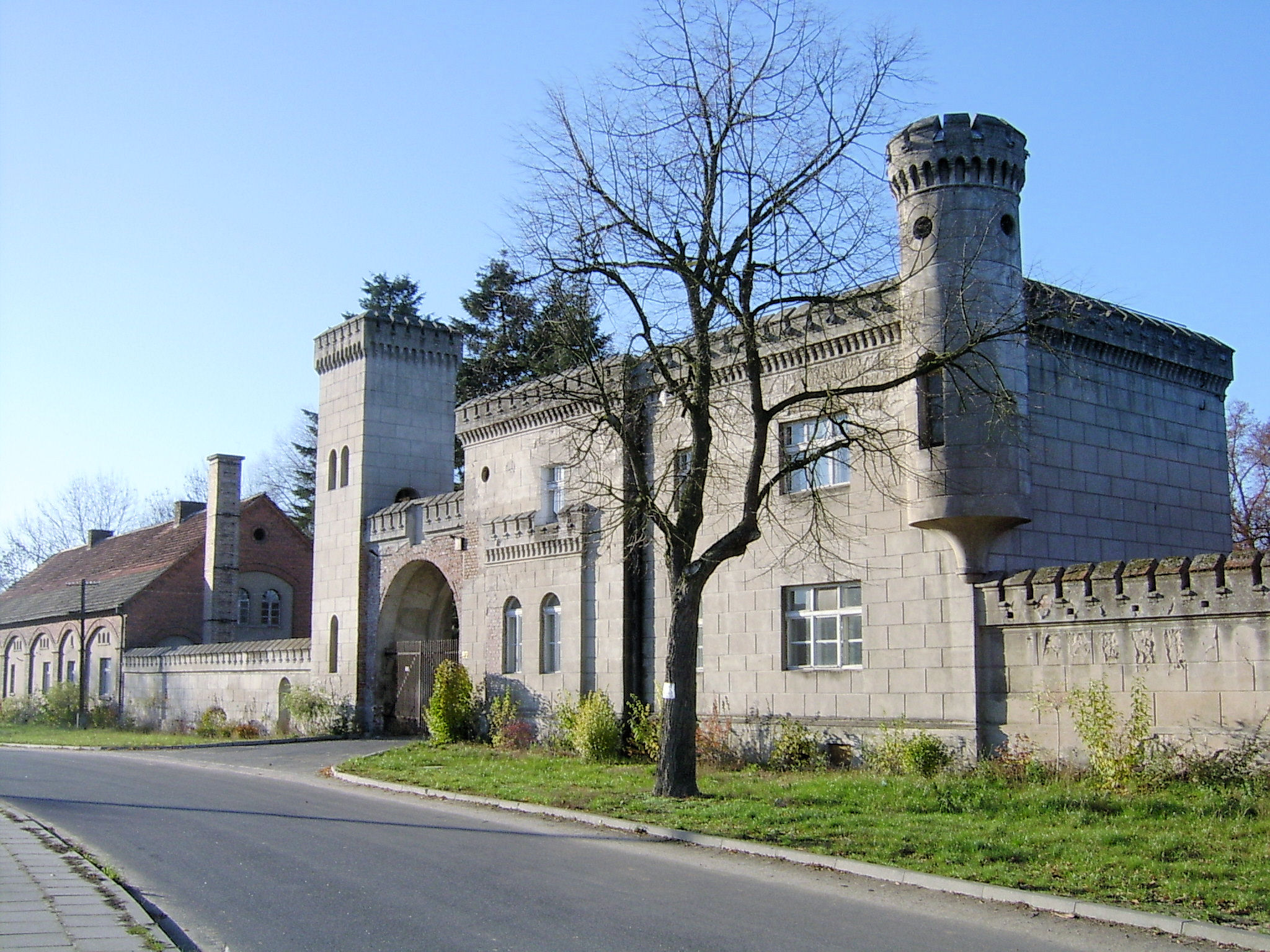
Pozostałość po zabudowaniach majątku Bukowiec (brama folwarku)

Jerzy Sebastian Unrug (1666-1723), pierwszy syn Aleksandra i dziedzic Bukowca ożenił się z Anną Heleną Jaskólecką herbu Zaremba, z którą miał dwóch synów: Jerzego Sebastiana (młodszego) i Aleksandra. Ten pierwszy, podpułkownik polski, z pierwszą żoną Sabiną von Jugendreich Schöningen miał syna Aleksandra Zygmunta, żonatego z Karoliną von Wedel, który został adiutantem księcia Anhalt-Dessau Leopolda III. Drugą żoną Jerzego Sebastiana (młodszego) została Eleonora, córka Bogusława Unruga z Międzychodu (1661-1725), wnuczka Sybilli, siostry ciotecznej ostatniego władcy z dynastii Piastów, księcia legnicko-wołowsko-brzeskiego Jerzego IV Wilhelma. Ich syn Ludwik Bogusław, żonaty z Heleną Sabiną Dzierżanowską miał jedyną córkę Joannę Elżbietę (ur. ok. 1760), którą poślubił Fryderyk Sebastian Teofil Unrug (1734-1802), podkomorzy króla Stanisława Augusta Poniatowskiego, właściciel Dzięczyny i Ziemlina, drugi syn Aleksandra Unruga (1704-1773), również podkomorzego królewskiego, drugiego syna Jerzego Sebastiana Unruga (1666-1723) z pierwszą żoną Heleną Beatą Bronikowską herbu Osęk (drugą była Joanna Krystyna Szarlota Troska).
Fryderyk Sebastian Teofil Unrug (1734-1802) i Joanna Elżbieta Unrużanka mieli trzy córki: Joannę Karolinę, która wyszła za generała pruskiego hrabiego Kalkreuth, Wilhelminę Filipinę poślubioną hrabiemu von Unruh z gałęzi niemieckiej i trzecią, która została żoną polskiego generała Mojaczewskiego. Mieli też jednego syna – Henryka Kajetana Maurycego (1791-1849), protoplastę polskich Unrugów wyznania katolickiego, będących też po kądzieli potomkami pierwszych władców Polski z dynastii Piastów.
Henryk Kajetan Maurycy Unrug (1791-1849), dziedzic Bukowca, Szołowa, Dzięczyny i Skrzydlewa, później też właściciel Wszołowa, żonaty z Anielą Teklą z domu Kurnatowską herbu Łodzia (1802-1849), szambelan króla Prus, żyjąc pod zaborem pruskim, używał wpierw niemieckiej formy imienia i nazwiska Heinrich Kajetan Moritz Graf von Unruh, lecz pod koniec życia urzędowo wrócił do polskiej. Początkowo był członkiem parafii ewangelicko-reformowanej w Żychlinie, ale w 1848 roku został pierwszym mężczyzną w rodzie Unrugów, który przeszedł na katolicyzm z żoną i częścią dzieci (jego córka Rozalia Potworowska uczyniła to dopiero ok. 1870 roku, a syn Józef pozostał ewangelikiem do końca życia) . Był miłośnikiem twórczości Fryderyka Chopina, słuchał jego wczesnych koncertów w Dusznikach-Zdroju w 1826 roku. Trzy lata później w Żychlinie, podczas wesela Melanii Bronikowskiej i Wiktora Kurnatowskiego ze skoligaconych z Unrugami rodów, po występie zaproszonego na nie Chopina, Henryk Unrug włożył na głowę artysty gałązkę bluszczu przewiązaną wstążeczką, mówiąc: „Wieńczę talent i cnotę”. Adam Bogumił Helbich wspominał, iż „nastąpił potem długo trwający i ciągle wznawiany grzmot oklasków. Fryderykowi potoczyły się łzy po policzkach, a podobno w całem zgromadzeniu nie było nikogo z suchem okiem”. Henryk Kajetan Maurycy zmarł z żoną i trójką z jedenaściorga dzieci oraz kilkoma dalszymi krewnymi podczas epidemii cholery w Szołowie . Spośród ich synów, w służbie Polsce wyróżnili się:

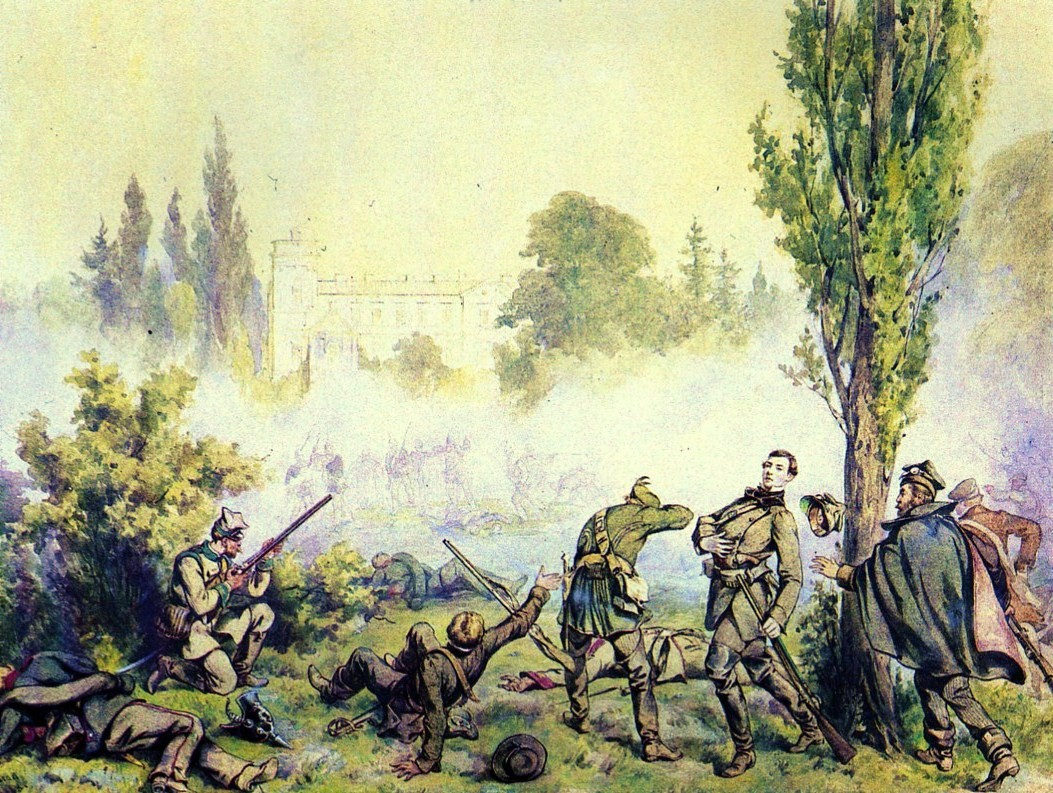
Juliusz Kossak, Śmierć Ludwika Unruga w Bitwie pod Miłosławiem

- Ludwik Unrug (1826-1848) – uczestnik powstania wielkopolskiego, poległ od pruskiej kuli w bitwie pod Miłosławiem 30 kwietnia 1848 roku. Jego walka i śmierć przyczyniły się do wzmożenia polskiego patriotyzmu w rodzinie.
- Wiktor Edward Unrug (1831-1915) – w czasie wojny krymskiej służył w polskiej Dywizji Kozaków Sułtańskich gen. Władysława Zamoyskiego. Według rodzinnej tradycji brał udział w eksportacji ciała Adama Mickiewicza zmarłego w 1855 w Konstantynopolu. W 1857 roku ożenił się z Emilią Florentyną Bojanowską herbu Junosza (1839-1904), która wniosła w posagu majątek Mełpin. Od jego synów pochodzą wszystkie żyjące obecnie w Polsce rodziny Unrugów[15] , wywodzące się od Krzysztofa Najstarszego z Międzychodu[f].
- Kazimierz Unrug (1833-1863) – uczestnik powstania styczniowego w randze kapitana, „strzelec zawołany”. Był dowódcą 5 Kompanii Strzelców w partii gen. Edmunda Taczanowskiego. Wpierw ukończył prawo na Uniwersytecie Wrocławskim i pracował w zawodzie. Do powstania dołączył niezwłocznie, aby jak mówił, uprzedzić tych, którzy potem masowo będą wstępować. Znacznie przyczynił się do zwycięstwa w bitwie pod Pyzdrami. W bitwie pod Ignacewem 8 maja 1863 roku został ciężko ranny i zmarł w dwa dni później z powodu obrażeń i upływu krwi, w klasztorze bernardynów w Kole. Przed śmiercią powtarzał, iż żal mu odchodzić stoczywszy tylko dwie bitwy za wolność Ojczyzny. Jego pogrzeb stał się wielką manifestacją patriotyczną. Teodor Żychliński pisał, że Kazimierz Unrug jeszcze po 25 latach był wspominany jako „jeden z najzdatnieszych i najwaleczniejszych oficerów armii”[63].
- Tadeusz Gustaw Unrug (1834-1907) – za młodu wybrał służbę wojskową. W wojnie prusko-francuskiej dowodził baterią, a następnie pułkiem artylerii. Od 1871 roku był adiutantem księcia Karola Pruskiego. Około 1880 roku ożenił się z saksońską hrabianką Izydorą von Bünau (1851-1923), damą honorową księżny Marii, żony Karola Pruskiego[64]. Przeszedł w stan spoczynku w 1890 roku w stopniu generała majora i kupił majątek Sielec koło Żnina od swego brata Henryka (1836-1903), który wcześniej odkupił go od ich siostry Róży Potworowskiej, która przez rugi pruskie musiała z dziećmi opuścić Wielkopolskę[65]. W związku ze służbą wojskową przyjął niemiecką formę imienia i nazwiska Thaddäus Gustav von Unruh. Potem jednak całkowicie odwrócił się od kultury niemieckiej, zrywając nawet znajomości z wojska, mówił i pisał po polsku. W polskim patriotyzmie wychowywał synów: Józefa i Michała[15] .

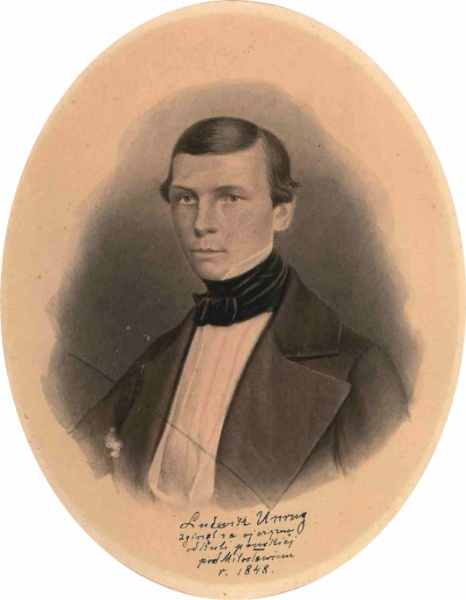
Ludwik Unrug (1826-1848)
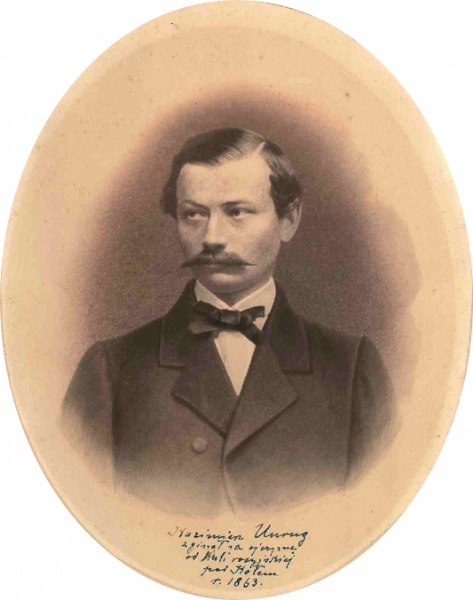
Kazimierz Unrug (1833-1863)
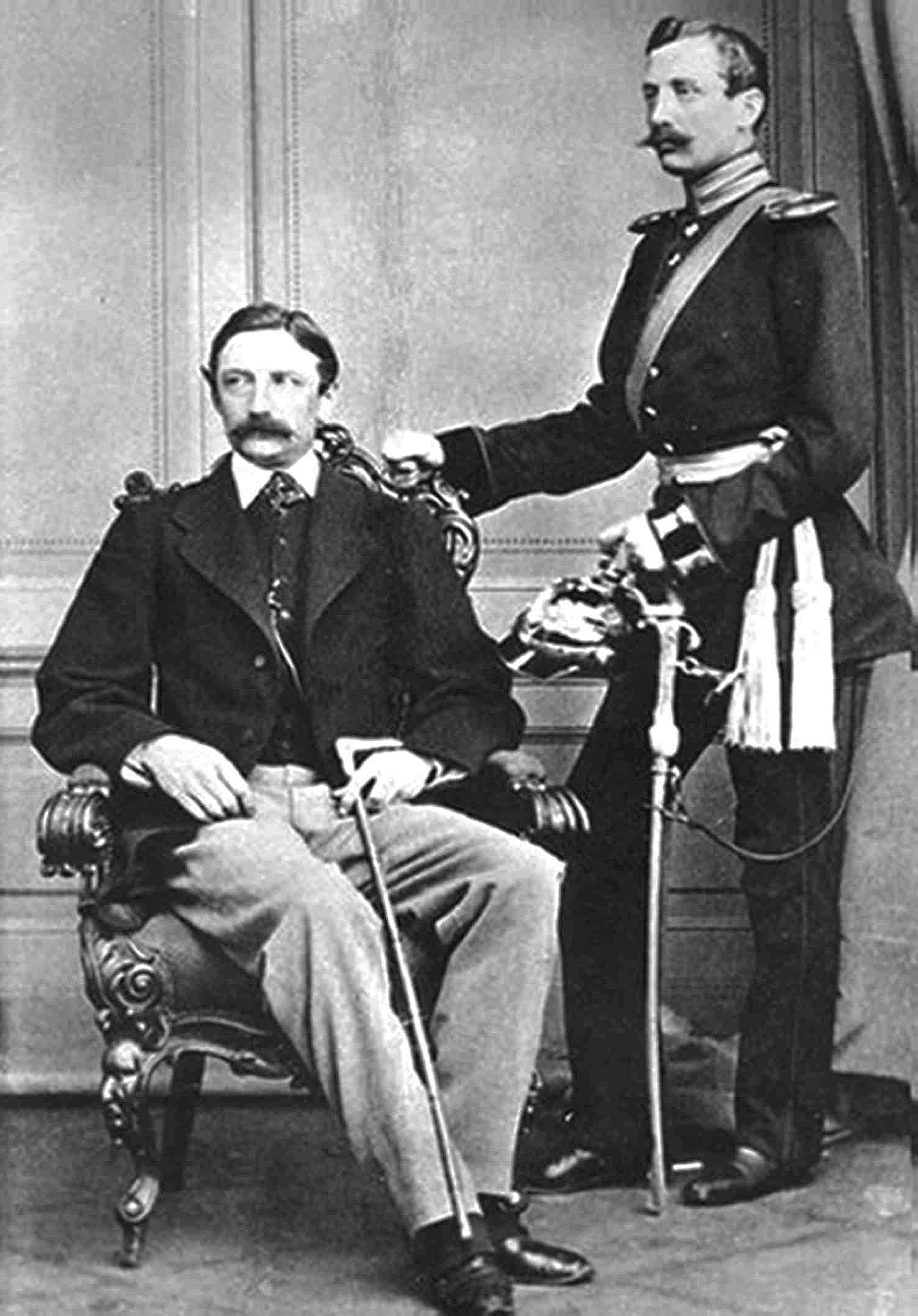
Tadeusz Gustaw Unrug (z prawej) i Henryk Unrug, ok. 1870 roku

Oprócz Kazimierza Unruga w powstaniu styczniowym poległo jeszcze dwóch przedstawicieli rodu: Jan Unrug i drugi, nieznanego imienia. Nie są znane ich związki z linią bukowiecką. Udział w polskich walkach powstańczych ściągnął na rodzinę represje zaborcy, m.in. Bukowiec został skonfiskowany przez rząd pruski . W latach 70. XIX wieku własnością Unrugów tej linii pozostawały jedynie folwarki: Szołów oraz Mełpin z Lubiatowem i Lutówkiem. Najmłodszy syn Henryka Kajetana, Henryk Unrug (1836-1903) wydzierżawił od hr. Jezierskiego klucz Ryki, gdzie specjalizował się w hodowli ryb, koni, krów, świń i owiec, odnosząc sukcesy na tym polu.
Podczas walk o niepodległość Ojczyzny, w II Rzeczypospolitej oraz w czasie II wojny światowej, służyli Polsce kolejni potomkowie synów Henryka Kajetana Maurycego Unruga (1791-1849) .
Potomkowie Wiktora Edwarda Unruga (1831-1915), od którego pochodzą mieszkający w Polsce członkowie rodu Unrugów:
- Rozalia (ur. 1858) – wyszła za Jana Świnarskiego herbu Poraj (1848-1895). Mieli dwóch synów: Wiktora Jana Prota (ur. 1880) i Tadeusza:

1. Tadeusz Świnarski (1878-1923) – pływał na parowcach transatlantyckich, początkowo jako oficer, a później kapitan żeglugi wielkiej. Będąc częstym gościem w domu swego krewnego, gen. Tadeusza Gustawa Unruga, rozbudził zainteresowanie morzem u jego syna Józefa. W II RP służył jako naczelnik Urzędu Marynarki Handlowej i komisarz Delegacji Polskiej Rady Portu i Dróg Wodnych w Wolnym Mieście Gdańsku. Ożenił się z Melanią Witte. Zmarł w majątku Unrugów Sielcu i został pochowany na ich cmentarzu rodzinnym. Syn Henryk został rozstrzelany przez Niemców we wrześniu 1939[67]

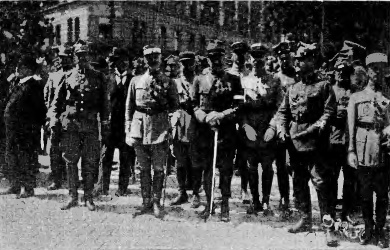
Gen. Antoni Unrug na defiladzie w Poznaniu (w środku), obok gen. Józef Dowbor-Muśnicki, gen. Ireneusz Wierzejewski, gen. Jan Wroczyński, Wojciech Korfanty, Adam Poszwiński

- Antoni Ignacy Unrug (1860-1939) – właściciel majątku Piotrowo pod Poznaniem, w 1907 roku zbudował tam dwór w polskim stylu narodowym według planów architekta Rogera Sławskiego. Był majorem rezerwy kawalerii saskiej. W 1919 roku awansowany na podpułkownika przyłączył się do powstania wielkopolskiego. Naczelna Rada Ludowa mianowała go generałem. Zmarł w sierpniu 1939 roku, a jego pogrzeb przerodził się w wielką manifestację patriotyczną[15] . Miał dwóch synów:

1. Wiktor Zygmunt Unrug (1886-1973) – początkowo major w armii pruskiej, od 1919 roku podpułkownik Wojska Polskiego, zasłużony podczas wojny polsko-bolszewickiej. W latach 1921–1930 dowódca 57 Pułku Piechoty Wielkopolskiej, który w trakcie zamachu majowego stanął w obronie rządu Rzeczypospolitej Polskiej. Z żoną Marią Elizabeth von Kageneck (ur. 1890) miał syna i córkę:
  1. Piotr Wiktor Unrug (ur. 1918) – walczył jako podchorąży rezerwy 15 Pułku Ułanów Poznańskich w wojnie obronnej 1939, podczas której stracił nogę w bitwie pod Walewicami 9/10 września. Po leczeniu i rehabilitacji, w 1945 roku wstąpił do Polskich Kompanii Wartowniczych. Po zakończeniu służby kupił w Anglii niewielką farmę i brał udział w życiu polskiej emigracji oraz pracował dla BBC. Otrzymał Krzyż Walecznych za kampanię wrześniową[68] .
  2. Maria Modesta hr. Schulenburg (ur. 1920) – jej narzeczony Józef Ponikiewski herbu Trzaska (1916–1943), oficer Polskiej Marynarki Wojennej, adiutant gen. Władysława Sikorskiego, zginął w katastrofie w Gibraltarze[68] .
2. Franciszek Józef Unrug (1887-1945) – właściciel majątków Ludwikowo i Wyszakowo w powiecie średzkim. Ożenił się z Zofią Aleksandrą Maria Dąmbską h. Godziemba (ur. 1889), z którą miał córkę Antoninę. Z wykształcenia był rolnikiem, zaś z zamiłowania leśnikiem i hodowcą zwierzyny. W czasie gimnazjum należał do tajnego Towarzystwa Tomasza Zana. W powstaniu wielkopolskim współorganizował Straż Obywatelską w Poznaniu. Podczas II wojny światowej należał do Związku Walki Zbrojnej i Armii Krajowej pod pseudonimem „Dąb”. Zajmował się finansowaniem struktury Polskiego Państwa Podziemnego, prowadził nasłuch radiowy w majątku, ukrywał jeńców angielskich zbiegłych z niewoli i kupował broń od niemieckich żołnierzy. Jednocześnie pełnił funkcję szefa organizacji konspiracyjnej ziemiaństwa Uprawa-Tarcza-Opieka dla ziem wcielonych do Rzeszy. Aresztowany w 1941 roku, został zwolniony z braku dowodów na skutek poręczenia Ruth Unruh, właścicielki Ulejna z linii międzychodzkiej. Po dekonspiracji wielkopolskiej struktury AK latem 1944 roku został aresztowany i uwięziony początkowo w obozie w Żabikowie, a następnie w obozie koncentracyjnym Stutthof, gdzie stracił życie podczas marszu śmierci w styczniu 1945[69].

- Franciszek Henryk Unrug (1861-1929) – prawnik, ożenił się z Emilią Taczanowską herbu Jastrzębiec (1860-1945). Mieli troje dzieci:

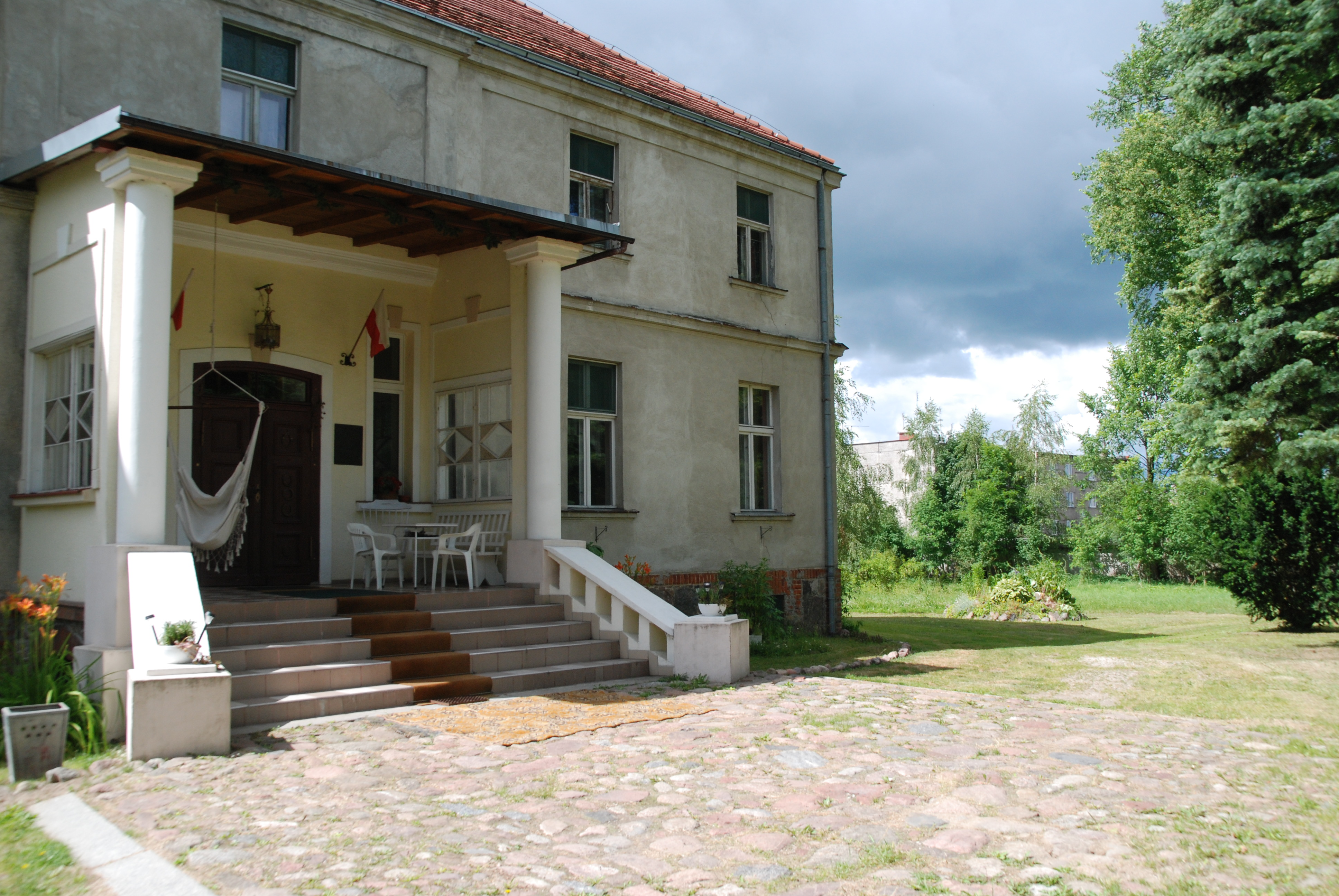
Wejście frontowe dworu w Sielcu

1. Włodzimierz Unrug (1894-1979) – wyjechał do USA
2. Zofia (1895-1980) – w 1921 wyszła za Józefa Unruga, ówczesnego szefa Sztabu Dowództwa Wybrzeża Morskiego. W 1923 roku zamieszkała wraz z nim w Sielcu, gdzie od 1925 roku zarządzała rodzinnym majątkiem, wprowadzając nowatorski program hodowli trzody chlewnej, umożliwiający eksport do Wielkiej Brytanii na bekon. Pracowała też jako tłumaczka literatury i publicystka. Równocześnie prowadziła działalność charytatywną, m.in. opiekując się chorymi. W czasie okupacji, przebywając w majątku brata Wojciecha w Łuczycach, działała w organizacji Uprawa-Tarcza-Opieka.
3. Wojciech Józef Unrug (1899-1984) – porucznik rezerwy 2 Pułku Szwoleżerów Rokitniańskich, w 1930 roku ożenił się z Jadwigą Jagnińską herbu Tarnawa (1902-1997) z Łuczyc. Mieli pięcioro dzieci, wśród nich geolodzy prof. Rafał Unrug (1931–2000) i dr Konstanty F. Unrug (ur. 1935) zamieszkały w USA, w latach 70. korespondent Przekroju oraz aktor i reżyser Paweł Unrug[70].

- Ignacy Józef Unrug (ur. 1865) – zarządca dóbr w powiecie jarocińskim[71].
- Emilia (1867-1930) – w 1896 wyszła za Stanisława Kurnatowskiego herbu Łodzia (1873-1926). Mieli jedną córkę Zofię (ur. 1890).
- Tadeusz Unrug (1868-1918) – zarządca dóbr Glinciszki na Wileńszczyźnie[71].
- Karol Konstanty Unrug (1870-1939) – właściciel dóbr Cerekwica w powiecie żnińskim. Wspierał materialnie i organizacyjnie powstanie wielkopolskie. Przed 1907 rokiem poślubił Lucynę Moszczeńską herbu Nałęcz. Mieli jednego syna:

1. Antoni Wiktor Unrug (1907-1977) – porucznik rezerwy 18 Pułku Ułanów Pomorskich, ciężko ranny podczas słynnej szarży pod Krojantami 1 września 1939 roku. Następnie jeniec Oflagu II D Gross-Born. Po wyzwoleniu zamieszkał na emigracji we Francji[72].

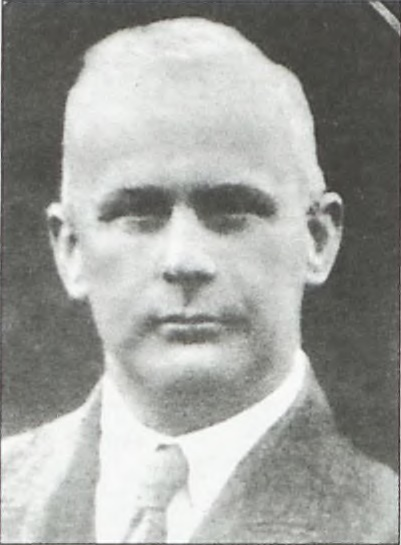
Wiktor Unrug (1871-1925)

- Wiktor Bolesław Wojciech Unrug (1871-1925) – dziedzic Mełpina i Emilianowa. Wykształcenie rolnicze zdobył w Szkole Głównej Agronomicznej w Berlinie. W listopadzie 1918 roku włączył się w działalność niepodległościową. Był współorganizatorem Straży Ludowej i jej dowódcą w Dolsku, powołał samodzielny pluton straży w podległym obwodzie, który zapewniał bezpieczeństwo i aprowizację ludności polskiej. Utworzył i uzbroił z własnej inicjatywy i funduszy dwudziestoosobowy oddział konny z ochotników, synów okolicznych ziemian i służby folwarcznej. Pod jego dowództwem w styczniu 1919 roku kawaleria powstańcza prowadziła patrole w walkach pod Zbąszyniem i Łomnicą. Został ranny pod Sowią Górą. Jego oddział przyczynił się w lutym 1919 roku do zwycięstwa w bitwach pod Miejską Górką i Zieloną Wsią. Później oddział urósł do siły szwadronu i został włączony do 1 Pułku Ułanów Wielkopolskich. Wiktor Unrug odznaczony został Krzyżem Walecznych. Po powstaniu wrócił do swego majątku, poświęcając się rolnictwu[73]. Ożenił się z Jadwigą Zielonacką herbu Leszczyc (ur. 1880). Mieli troje dzieci:

1. Zbigniew Unrug (1915-1982) – walczył jako podchorąży w kampanii wrześniowej i żołnierz Armii Krajowej, ożenił się z Eugenią Urbańską (1921-2003), miał dwóch synów: Wiktora i Jana
2. Jan Antoni Unrug (1919-1980) – żołnierz Armii Krajowej, ożenił się z Anną Marią Konopką z Konopek-Jałbrzykowegostoku herbu Nowina (1921-2010), z którą miał syna Józefa i cztery córki: Annę, Magdalenę, Danutę i Zofię[72]
3. Aleksandra (ur. 1920) – żona Bronisława Kosińskiego (ur. 1910).

- Stanisław Unrug (1877-1927) – ożenił się z Ireną Zielonacką herbu Leszczyc (1880-1932). Mieli jedną córkę:

1. Emilia (1905-1944)[15] .

Spośród sześciorga dzieci Józefa Baltazara Unruga (1825-1903) dziedzica Wszołowa, wyróżnili się: Jan, Zygmunt i jego córka Jadwiga oraz wnuczki Aniela i Zofia:
- Jan Unrug (1854-1931) – dziedzic Sulmowa, który wniosła w posagu jego matka Aleksandra Glotz-Rembowska herbu Melissa (ur. 1828). W majątku prowadził hodowlę bydła holenderskiego oraz szkółkę leśną, a przede wszystkim działalność charytatywną na szeroką skalę: fundację swego imienia i ochronkę dla pięćdziesięciorga dzieci. W testamencie zapisał wszystko na cele dobroczynne, w tym dwór na założenie zakładu dla nieuleczalnie chorych. Wpierw prowadzono w nim kolonie letnie dla dzieci bezrobotnych. Okupant niemiecki zniszczył park, a władze komunistyczne doprowadziły do zrujnowania siedziby[74].
- Zygmunt Unrug (1857-1935) – pomimo swego wieku podczas I wojny światowej służył w Legionach Polskich, a w trakcie wojny polsko-bolszewickiej w 1920 roku zgłosił się na ochotnika do Wojska Polskiego. Interesował się filozofią religii i historią rodu. Był żonaty z Jadwigą Kossakówną, córką Juliusza Kossaka. Ich ślub odbył się w Kaplicy Zygmuntowskiej na Wawelu. Mieli dwie córki – Zofię i Jadwigę:

1. Jadwiga Maria (1893–1968) – w 1923 roku wyszła za Stanisława Ignacego Witkiewicza, była jego pełnomocniczką i organizatorką zbytu jego twórczości. Po śmierci Witkacego troszczyła się o spuściznę artystyczną męża[15] .

- Aniela Unrug (ur. 1860) – wyszła za Karola Zagórskiego (1850-1898), pianistka, hafciarka i tłumaczka książek, głównie o tematyce religijnej, z języka francuskiego i niemieckiego[75], miała dwie córki – Anielę i Karolinę:

1. Aniela Zagórska (1881-1943) – tłumaczka na język polski książek Josepha Conrada Korzeniowskiego[76].

- Zofia Unrug (1859-1922) – wyszła za Witolda Trzcińskiego, miała córkę Zofię:

1. Zofia Trzcińska-Kamińska (1890-1977) – rzeźbiarka i medalierka[77].

Potomkowie Tadeusza Gustawa Unruga (1834-1907):

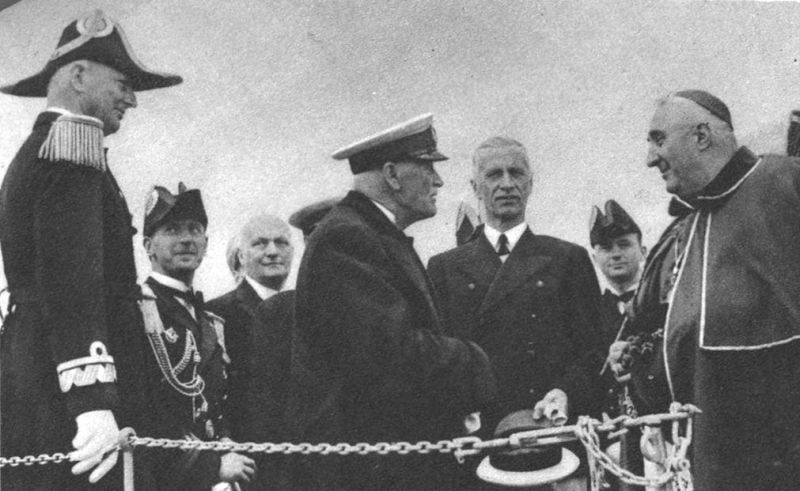
Admirał Józef Unrug (z lewej), prezydent RP Ignacy Mościcki i biskup chełmiński Stanisław Okoniewski na pokładzie ORP Mazur w czasie Dni Morza w Gdyni w 1937

- Józef Michał Tadeusz Unrug (1884-1973) – początkowo służył we flocie niemieckiej, przechodząc w latach 1904–1918 wszystkie stopnie od kadeta do kapitana. Po odzyskaniu niepodległości przez Polskę, w 1919 roku zgłosił się do adm. Kazimierza Porębskiego, dowódcy nieistniejącej wówczas jeszcze polskiej Marynarki Wojennej. Zakupił dla niej prywatnie pierwszy okręt ORP Pomorzanin. W 1925 roku jako komandor objął dowództwo floty w Gdyni, w 1933 roku otrzymał awans na kontradmirała i został dowódcą Obrony Wybrzeża, podległym bezpośrednio Naczelnemu Wodzowi. W czasie kampanii wrześniowej, wobec klęski Polski podjął decyzję o kapitulacji dopiero 1 października. Następnie był jeńcem w oflagach, często karnie przenoszonym za przejawianie nieugiętej postawy i odmowę wszelkiej współpracy z Niemcami. Po uwolnieniu w 1945 roku pozostał w służbie aż do likwidacji Polskich Sił Zbrojnych w 1947 roku. Później mieszkał w Maroku i Francji. W 1921 roku poślubił Zofię Unrug. Mieli jednego syna Horacego, od którego pochodzą Unrugowie mieszkający we Francji[15] :

1. Horacy Franciszek Tadeusz Unrug (1930-2012) – wraz z rodzicami mieszkał po wojnie w Maroku i we Francji, w 1956 roku poślubił Anna Maria Gabryela Potocką herbu Złota Pilawa. W 2011 roku w wywiadzie dla ekipy projektu Muzeum Emigracji w Gdyni powiedział: „Jedynym miejscem gdzie się czuję u siebie, w domu, jest Gdynia. Zorientowałem się o tym gdy byłem tam. To jest moje rodzinne miasto. Spędzałem tam przed wojną, do wieku 9 lat, regularnie po ok. pół roku. Byłem u siebie, w domu, i dalej jestem...”[78]. Jego syn Christophe Unrug (ur. 1959), od 2014 roku mer Montrésor, uczestniczył z rodziną w sprowadzeniu ciał Józefa i Zofii Unrugów do Gdyni w 2018 roku, gdzie z rąk prezydenta RP Andrzeja Dudy otrzymał akt nominacji dziadka na stopień admirała floty[79].

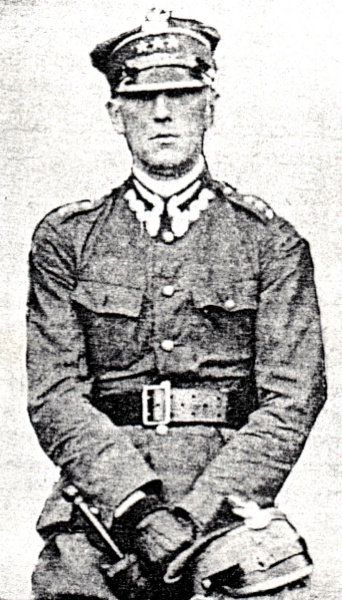
Michał Unrug (1896-1974)

- Michał Unrug (1896-1974) – podczas I wojny światowej dosłużył się stopnia podporucznika saskich huzarów. Na początku 1919 roku wstąpił do formującego się w Gnieźnie 3 Pułku Ułanów Wielkopolskich, późniejszego 17 Pułku Ułanów Wielkopolskich im. króla Bolesława Chrobrego. Na czele 4 szwadronu tego pułku walczył z bolszewikami w 1920 roku, w walkach nad Dnieprem został ranny. Po wojnie pozostał w Wojsku Polskim, będąc co najmniej do 1930 roku w swym pułku, a następnie adiutantem Szefa Sztabu Głównego. Później przeszedł do służby dyplomatycznej jako radca poselstwa polskiego w Sztokholmie. Ożenił się z Ricą Mercedes Rey (ur. 1902), z którą miał córkę Marię Krystynę (1940-1976). Po II wojnie światowej pozostał z rodziną na emigracji[15] .

7 maja 1920 roku o godz. 6 rano szwadron Michała Unruga, jako pierwszy polski oddział, wkroczył do Kijowa. Witany był przez duchowieństwo prawosławne z wiernymi w uroczystej procesji, Radę Miasta i kilkudziesięciotysięczny tłum mieszkańców. Następnie por. Michał Unrug, rot. Włodzimierz Podhorski i por. Eugeniusz Święcicki z Pułku Jazdy Tatarskiej weszli do ratusza i złożyli wpis do Złotej Księgi Miasta Kijowa, „w imieniu Najjaśniejszej Rzeczypospolitej Polskiej zajmując Gród Chrobrowy”.

## Drzewo genealogiczne
Christoph von Unruh der Uhrältere / Krzysztof Unrug Najstarszy (1550-1622) ⚭ Anna von Promnitz / Anna Promnicz († 1621) 
1. Christoph II ⚭ Katharina von Köckeritz
1.1. Christoph |
1.2. Balthasar |
1.3. Elisabeth ⚭ Apollo von Rülicke |
1.4. Margarethe |
2. Georg / Jerzy (1580-1652) ⚭ (a) Anna Elisabeth von Lest, ⚭ (b) Eva Elisabeth von Rothenburg
2.1. (a↓) Anna Maria (ok. 1620) ⚭ Krystian Dziembowski h. Pomian z Kręcka (ok. 1610) →
2.2. Eva Sofie (1623-1642) ⚭ Alexander von Rothenburg z Nietkowa →
2.3. Krzysztof [III] (1624-1689) ⚭ (a) Maria Anna Broniewska h. Leliwa (zm. 1664), ⚭ (b) Bogumiła Jaskólecka h. Zaremba
2.3.1. (a↓) Anna Luiza (1651-1669) ⚭ N Bronikowski →
2.3.2. Jerzy (1652-1722) ⚭ Anna Marianna Bojanowska h. Junosza
2.3.2.1. Krzysztof (* 1680) |
2.3.2.2. Bogusław (* 1748) ⚭ (a) Katarzyna Elżbieta Bukowiecka, ⚭ (b) Karolina Kleist
2.3.2.2.1. Jan (1750-1787) ⚭ Helena Dziembowska
2.3.2.2.1.1. N
2.3.2.2.1.2. N
2.3.2.2.1.3. Bogumiła ⚭ Ludwik Żychliński h. Szeliga († 1789)
2.3.2.2.2. Stephan Peter |
2.3.2.2.3. Peter Christoph |
2.3.2.3. Jerzy ⚭ Marianna Elżbieta Dziembowska h. Pomian z Kręcka |
2.3.2.4. N |
2.3.3 Aleksander (1659-1676) |
2.3.4. Jan Krzysztof (1660-1687)  |
2.3.5. Bogusław (1661-1725) ⚭ Konstancja Ludwika Anna Żychlińska h. Szeliga (ok. 1645-1695)
2.3.5.1. Eleonora ⚭ Jerzy Sebastian Unrug z Bukowca →
2.3.5.2. [Gen.] Krzysztof IV / Christoph IV (1689-1763) ⚭ Maria Franciszka Kokorsowa (* 1700) |
2.3.5.3 Maria Bogumiła (1694–1720) ⚭ Sebastian Luke h. Rogala →
2.3.5.4. Konstanty / Konstantin (1696-1763/65?) ⚭ Agatha Justina von Bömeln z Gdańska (1692-1755) |
2.3.5.5. Władysław (1698-1749) ⚭ Joanna Elżbieta Unrug ze Świniar
2.3.5.5.1. Krzysztof Piotr / Christoph Peter (1742-1811) ⚭ Zofia Małgorzata
2.3.5.5.1.1. Peter Wladislaus (*† 1781) |
2.3.5.5.1.2. Ernst Johann (1782-1866) ⚭ Marianna Henriette Wilhelmine von Feilitzsch (1787-1836)
2.3.5.5.1.2.1. Emilie Henriette (1807-1885) ⚭ Boguslaus Heinrich Wilhelm Balde (1813-1880) →
2.3.5.5.1.2.2. Florentine Amalie (*† 1811) |
2.3.5.5.1.2.3. Alexander Wilhelm Ferdinand Friedrich (1814-1869) ⚭ Susanne Wilhelmine Nitsche (1825-1895)
2.3.5.5.1.2.3.1. Hugo (1850-1917) ⚭ Anna von Unruh z Mniszek (* 1863)
2.3.5.5.1.2.3.1.1. Erich Peter Christoph (1890-1970) ⚭ Catharina Adele Clara von Bredow (1894-1985)
2.3.5.5.1.2.3.1.1.1. Peter Christoph Hugo Anatol (1920-1941) |
2.3.5.5.1.2.3.1.2. Heinrich Gottwald Hugo (1897-1938) ⚭ Ruth Scholz (* 1905)
2.3.5.5.1.2.3.1.2.1.
2.3.5.5.1.2.3.1.2.2. Dagmar Sophie Anna Elisabeth (* 1934) ⚭ Hans Milo von Schweinichen (* 1921) |
2.3.5.5.1.2.3.1.3. Ernst Hugo (1900-1981) ⚭ Waldraut Marie Sophie Johanna von Schlieffen (1908–1995)
2.3.5.5.1.2.3.1.3.1
2.3.5.5.1.2.3.2. Henriette Clara Franziska (* 1852) ⚭ (a) N Freytag, ⚭ (b) Johann Friedrich Franz Kruse (* 1865) →
2.3.5.5.1.2.3.3. Emilie (* 1853) |
2.3.5.5.1.2.3.4. Hedwig (* 1855) ⚭ Ehrhard Celestin Vorwerk (* 1825) →
2.3.5.5.1.2.3.5. Valeska Eugenie Louise Clementine Wanda Ottilie (* 1858) ⚭ Carl Heinrich Buth (* 1857) |
2.3.5.5.1.2.3.6. Paul Georg Eugen (1860-1947) ⚭ Anna Amalie Clara Freytag z Pajtun (* 1860)
2.3.5.5.1.2.3.6.1. Curt (* 1896) |
2.3.5.5.1.2.4. Julius Friedrich Franz (1815–1866) ⚭ Florentine Schuster (1820-1892)
2.3.5.5.1.2.4.1. Sophie (* 1848) ⚭ Wilhelm Lindemann |
2.3.5.5.1.2.4.2. Georg August Julius (1849-1871) |
2.3.5.5.1.2.5. Hermann Sigmund Louis (1817-1838) |
2.3.5.5.1.2.6. Henriette Caroline (1818-1888) ⚭ Ignatz Freytag (* 1820) →
2.3.5.5.1.2.7. Heinrich Ernst (* 1820) ⚭ (a) Sofie von Boltenstern (1829-1882), ⚭ (b) Anna Maria von Kalckreuth (1836-1932)
2.3.5.5.1.2.7.1. (a↓) Max Ernst (* 1865) |
2.3.5.5.1.2.7.1. Carl (1867-1882) |
2.3.5.5.1.2.7.1. Helene (* 1869) |
2.3.5.5.1.2.7.1. Amalie (1874-1885) |
2.3.5.5.1.2.8. Carl Friedrich Eduard (* 1822) |
2.3.5.5.1.2.9. Mathilde Helene Alexandrin (1823-1867) |
2.3.5.5.1.3. Carl Georg (1783-1786) |
2.3.5.5.1.4. Helene Elisabeth (1783-1843) |
2.3.5.5.1.5. Johanne Wilhelmine Elisabeth (1784-1856) ⚭ Samuel Bogislaus von Kalckreuth (1769-1843) |
2.3.5.5.1.6. Eleonore Charlotte Friederike (1785-1861) ⚭ August Leonhard von Kalckreuth (1771-1847) |
2.3.5.5.1.7. Constanze Louise Elisabeth (1786-1791) |
2.3.5.5.1.8. Friedrich Christof (1787-1854) ⚭ Karoline Pohl († 1871)
2.3.5.5.1.8.1. Mathilde Augustine (* 1823) ⚭ Eduard Grabs von Haugsdorf |
2.3.5.5.1.8.2. Alexander Glorwin (* 1827) |
2.3.5.5.1.8.3. Marie Amalie Ernestine (* 1834) |
2.3.5.5.1.8.4. Ernst Adalbert (* 1834) |
2.3.5.5.1.8.5. Oskar Hermann (1837-1866) |
2.3.5.5.1.8.6. Hermann Ferdinand Oskar (* 1839) ⚭ Elisabeth Hoffmann z Tczewa (* 1852)
2.3.5.5.1.8.6.1. Auguste Mathilde Elisabet (* 1883) |
2.3.5.5.1.8.6.2. Caroline Charlotte Alexandrine (* 1885) |
2.3.5.5.1.8.6.3. Emil Wilhelm Alexander (* 1886) |
2.3.5.5.1.8.6.4. Marie Johanne Mathilde (* 1888) |
2.3.5.5.1.9. Anton Ferdinand (1792-1856) ⚭ Auguste Balde (1805-1855)
2.3.5.5.1.9.1. Karl Eugen Bogislaus (1824-1896) ⚭ Emma Friederike Alexandrine Freytag (* 1836)
2.3.5.5.1.9.1.1. Anna (* 1863) ⚭ Hugo von Unruh (1850-1917) →
2.3.5.5.1.9.1.2. Lina „Litte” (1864-1926) |
2.3.5.5.1.9.1.3. Georg (1867-1946) ⚭ Elisabeth Freytag (* 1880)
2.3.5.5.1.9.1.3.1. [Prof.] Georg Christoph (1913-2009) ⚭ Erika Elizabeth Kleine
2.3.5.5.1.9.1.3.1.1.
2.3.5.5.1.9.1.3.1.2. [Prof.] Werner Klaus
2.3.5.5.1.9.1.3.1.2.1.
2.3.5.5.1.9.1.4. [Gen.] Walter (1875-1945) ⚭ Lizzie Jepsen (* 1884)
2.3.5.5.1.9.2. Rosalie |
2.3.5.5.1.9.3. Antonie |
2.3.5.5.1.9.4. Ottilie Sofie (* 1829) |
2.3.5.5.1.9.5. Alexandra (1830-1905) ⚭ Martin Heinrich Wilhelm Keibel (1819-1879) |
2.3.5.5.1.9.6. Louise Helene Auguste (* 1835) ⚭ Ernst Alexander Max von Kurnatowski (* 1823) |
2.3.5.5.1.10. Caroline Justine († 1825) ⚭ August von Kalckreuth |
2.3.5.6. Bogusław Piotr († 1766) ⚭ Charlotte von Schaumberg
2.3.5.6.1. Jerzy Bogusław (1742-1779) ⚭ Szarlota Bojanowska h. Junosza
2.3.5.6.1.1. Joanna ⚭ Stefan Dziembowski h. Pomian →
2.3.5.7. N
2.3.5.8. N
2.3.6. Władysław († 1684) ⚭ Teresa Małgorzata Golcz († 1688)
2.3.6.1. Maria Elżbieta ⚭ Piotr Żychliński h. Szeliga († 1697) |
2.3.6.2. Marianna Bogumiła († 1754) ⚭ (a) Jakub Stanisław Pilchowski, ⚭ (b) Ludwik Bartłomiej Szołdrski h. Łodzia (1675-1749) →
2.3.7. Konstancja Krystyna |
2.3.8. Karol Zygmunt ⚭ Beata Szarlota Sokołowska
2.3.8.1. Baltazar Zygmunt |
2.3.9. (b↓) Krystian (1670-1676) |
2.3.10. Adam Ludwik (1673-1676) |
2.3.11. Bogumiła (1674-1675) |
2.3.12. Urszula Helena (1674-1686) |
2.3.13. Ewa Bogumiła (* 1675) |
2.3.14. Zygmunt (1676-1732) ⚭ Beata Szarlota Luiza Gorzeńska h. Nałęcz
2.3.14.1. Chryzostom Zygmunt ⚭ (a) Ewa Helena Haza z Radlic h. Zając, ⚭ (b) Beata Gorzeńska h. Nałęcz (1728-1758)
2.3.14.2. [Gen.] Krzysztof Zygmunt (1728-1768) ⚭ N Lestwitz |
2.3.14.3. Karol Mikołaj
2.3.14.4. Ludwik Bogusław
2.3.15. Fryderyk Wilhelm (* 1681) |
2.3.16. Karol /Karl (1683-1736) ⚭ (a) Anna Krystyna Szlichtyng-Bukowiecka, ⚭ (b) Joanna Marianna Kotwicz z Konotopu
2.3.16.1. (a) Samuel Bogusław |
2.3.16.2. (b↓) Aleksander (1726-1806) ⚭ Maria Anna Berlepsch (1735-1776)
2.3.16.2.1. Marianna Amelia (1757-1790)
2.3.16.2.2. N |
2.3.16.2.3. N |
2.3.16.2.4. N |
2.3.16.2.5. N |
2.3.16.2.6. N |
2.3.16.2.7. N |
2.3.16.2.8. N |
2.3.16.2.9. Jan Maurycy / Johann Moritz (1770-1836) ⚭ Fryderyka Wilhelmina Berta Unrug ze Skrzydlewa († 1835)
2.3.16.2.9.1. Moritz Wilhelm (1804-1842) ⚭ (a) Luise von Selasinsky h. Żelaziński († 1833), ⚭ (b) Anna Maria Clementine Elise Brunhilde von Leonhardi (* 1811)
2.3.16.2.9.1.1.(a) Ludwig Heinrich Friedrich (* 1833) ⚭ Anna von Dockum-Dolffs (* 1840)
2.3.16.2.9.1.1.1. Luise (* 1863)
2.3.16.2.9.1.2. (b) Anna Emilie Sophie Luise Adolfine Auguste (* 1838)
2.3.16.2.9.2. Eduard Severin Oswald (1809-1874)
2.3.16.3. Henriette |
2.3.16.4. Marianne Gottliebe |
2.3.16.5. Adolf |
2.3.16.6. Friederika |
2.3.16.7. Karl Sigmund |
2.3.16.8. Christoph August |
2.3.16.9. August |
2.3.16.10. N |
2.3.16.11. N |
2.3.16.12. N |
2.3.17 Ewa Luiza (* 1685) |
2.3.18 Konstanty (1686-1696) |
2.3.19 Joanna Krystyna (* 1688) ⚭ Aleksander Bronikowski →
2.3.20 Maria (Marianna) Elżbieta ⚭ Piotr Żychliński →
2.4. (b↓) Aleksander (1628-po 1682) ⚭ Urszula Elżbieta Troska h. Troska († 1713)
2.4.1. Ewa Elżbieta (ok. 1650-ok. 1722) ⚭ Hieronim Bronikowski h. Osęk († 1701) →
2.4.2. Jerzy Sebastian (1666-1723) ⚭ Anna Helena Jaskólecka h. Zaremba
2.4.2.1. Jerzy Sebastian ⚭ (a) Sabina von Jugendreich Schöningen, ⚭ (b) Eleonora Unrug córka Bogusława (1661-1725)
2.4.2.1.1. (a) Aleksander Zygmunt ⚭ Karolina von Wedel
2.4.2.1.2. (b) Ludwik Bogusław ⚭ Helena Sabina Dzierżanowska
2.4.2.1.2.1. Joanna Elżbieta (* ok. 1760) ⚭ Fryderyk Sebastian Teofil Unrug (1734-1802) →
2.4.2.2. Aleksander (1704-1773) ⚭ (a) Helena Beata Bronikowska h. Osęk, ⚭ (b) Joanna Krystyna Szarlota Troska
2.4.2.2.1. (a↓) N (syn)
2.4.2.2.2. Fryderyk Sebastian Teofil (1734-1802) ⚭ Joanna Elżbieta Unrug (* ok. 1760) córka Ludwika Bogusława
2.4.2.2.2.1. Joanna Karolina ⚭ [Gen.] N hr. Kalkreuth
2.4.2.2.2.2. Wilhelmina Filipina ⚭ N hr. von Unruh (z gałęzi niemieckiej)
2.4.2.2.2.3. N (córka) ⚭ [Gen.] N Mojaczewski
2.4.2.2.2.4. Henryk Kajetan Maurycy (1791-1849) ⚭ Aniela Tekla Kurnatowska h. Łodzia (1802-1849)
2.4.2.2.2.4.1. Franciszek († 1849) ⚭ Zofia Glotz († 1849)
2.4.2.2.2.4.1.1. Ludwik |
2.4.2.2.2.4.2. Józef Baltazar / Bartłomiej (1825-1903) ⚭ Aleksandra Glotz-Rembowska h. Melissa (* 1828)
2.4.2.2.2.4.2.1. Jan (1854-1931) |
2.4.2.2.2.4.2.2. Zygmunt (1857-1935) ⚭ Jadwiga Kossak h. Kos (1862-1917)
2.4.2.2.2.4.2.2.1. Zofia (1889-1921) |
2.4.2.2.2.4.2.2.2. Jadwiga Maria „Nina” (1893–1968) ⚭ Stanisław Ignacy Witkiewicz (1885-1939) |
2.4.2.2.2.4.2.3. Zofia Antonina Maria (1859-1922) ⚭ Witold Trzciński h. Rawicz (1851-1930) →
2.4.2.2.2.4.2.4. Zofia Maria († 1923) ⚭ Wacław Kurnatowski h. Łodzia († 1922) →
2.4.2.2.2.4.2.5. Gabriela ⚭ Michał Wojtkiewicz |
2.4.2.2.2.4.2.6. Aniela (* 1860) ⚭ Karol Antoni Tadeusz Zagórski (1850-1898) →
2.4.2.2.2.4.2.7. Julia |
2.4.2.2.2.4.2.8. Henryk
2.4.2.2.2.4.2.9. Józef
2.4.2.2.2.4.3. Teresa († 1849) ⚭ Leon Kulikowski († 1849) |
2.4.2.2.2.4.4. Ludwik (1826-1848)  |
2.4.2.2.2.4.5. Rozalia (1827-1916) ⚭ Adolf Potworowski h. Dębno (1823–1862) →
2.4.2.2.2.4.6. Anna (1830-1914) ⚭ Andrzej Skórzewski h. Drogosław (1827/20?-1898) →
2.4.2.2.2.4.7. Wiktor Edward (1831-1915) ⚭ Emilia Florentyna Bojanowska h. Junosza (1839-1904)
2.4.2.2.2.4.7.1. Rozalia / Róża (ur. 1858) ⚭ Jan Świnarski h. Poraj (1848-1895) →
2.4.2.2.2.4.7.2. Antoni Ignacy (1860-1939) ⚭ Amelia von Hachez (* ok. 1860)
2.4.2.2.2.4.7.2.1. Wiktor Zygmunt (1886-1973) ⚭ Maria Elizabeth von Kageneck (* 1890)
2.4.2.2.2.4.7.2.1.1. Piotr Wiktor (* 1918) ⚭ (a) Anna Taczanowska h. Jastrzębiec (1922-1996), ⚭ (b) N
2.4.2.2.2.4.7.2.1.1.1. (b)
2.4.2.2.2.4.7.2.1.2. Maria Modesta (* 1920) ⚭ N Schulenburg
2.4.2.2.2.4.7.2.2. Franciszek Józef (1887-1945) ⚭ Zofia Aleksandra Maria Dąmbska h. Godziemba (* 1889)
2.4.2.2.2.4.7.2.2.1. Antonina (ok. 1920-1982) |
2.4.2.2.2.4.7.3. Franciszek Henryk (1861-1929) ⚭ Emilia Taczanowska h. Jastrzębiec (1860-1945)
2.4.2.2.2.4.7.3.1. Włodzimierz (1894-1979) |
2.4.2.2.2.4.7.3.2. Zofia (1895-1980) ⚭ Józef Unrug (1884-1973) →
2.4.2.2.2.4.7.3.3. Wojciech Józef (1899-1984) ⚭ Jadwiga Jagnińska h. Tarnawa (1902-1997)
2.4.2.2.2.4.7.3.3.1. [Prof.] Rafał (1931-2000) ⚭ Monika Pelczar (1937-2019)
2.4.2.2.2.4.7.3.3.1.1. Agnieszka (* 1961) ⚭ Bob Boelhouwer (* 1957) →
2.4.2.2.2.4.7.3.3.1.1.1 Casimir (Cas) Jan Boelhouwer (* 2010)
2.4.2.2.2.4.7.3.3.2. Konstanty (* 1935) ⚭ Maria Kirsch (* 1935)
2.4.2.2.2.4.7.3.3.2.1. Tomasz (* 1966) ⚭ Ester de Pablo Gallardo (* 1967)
2.4.2.2.2.4.7.3.3.2.1.1. Carmen Maria (* 1997)
2.4.2.2.2.4.7.3.3.3. Paweł (* 1939) ⚭ Elżbieta Szczurowska (* 1940)
2.4.2.2.2.4.7.3.3.3.1. Krzysztof (* 1984)
2.4.2.2.2.4.7.3.3.4. Elżbieta (1941-1994) |
2.4.2.2.2.4.7.3.3.5. Maciej (* 1943) ⚭ Maria Mędrela (* 1946)
2.4.2.2.2.4.7.3.3.5.1. Piotr (* 1968)
2.4.2.2.2.4.7.3.3.5.2. Xawery (* 1969) ⚭ Edyta Obrzut (* 1969)
2.4.2.2.2.4.7.3.3.5.2.1. Tadeusz (* 1990)
2.4.2.2.2.4.7.3.3.5.3. Juliusz (* 1974) ⚭ Justyna Adamska (* 1975)
2.4.2.2.2.4.7.3.3.5.3.1. Lidia (* 2006)
2.4.2.2.2.4.7.3.3.5.3.2. Sara (* 2009)
2.4.2.2.2.4.7.3.3.5.4. Andrzej (* 1977) ⚭ Aneta Cicholc (* 1978)
2.4.2.2.2.4.7.3.3.5.4.1. Ignacy (* 2008)
2.4.2.2.2.4.7.3.3.5.4.2. Fryderyk (* 2013)
2.4.2.2.2.4.7.3.3.5.5. Anna (* 1982)
2.4.2.2.2.4.7.3.3.5.6. Aleksander (* 1989)
2.4.2.2.2.4.7.4. Kazimierz (1863-1897) |
2.4.2.2.2.4.7.5. Ignacy Józef (* 1865) |
2.4.2.2.2.4.7.6. Izabela (* 1867)
2.4.2.2.2.4.7.7. Tadeusz (1868-1918) |
2.4.2.2.2.4.7.8. Karol Konstanty (1870-1939) ⚭ Lucyna Moszczeńska h. Nałęcz (* 1862)
2.4.2.2.2.4.7.8.1. Antoni Wiktor (1907-1977) |
2.4.2.2.2.4.7.9. Wiktor Bolesław Wojciech (1871/74?-1925) ⚭ Jadwiga Zielonacka h. Leszczyc (* 1880)
2.4.2.2.2.4.7.9.1. Zbigniew (1915-1982) ⚭ Eugenia Urbańska (1921-2003)
2.4.2.2.2.4.7.9.1.1. Wiktor (1945-1993) ⚭ Anna Miedzińska (1949-2016)
2.4.2.2.2.4.7.9.1.1.1. Wiktor (* 1971) ⚭ Magdalena Piasek (* 1979)
2.4.2.2.2.4.7.9.1.1.1.1. Amelia (* 2003)
2.4.2.2.2.4.7.9.1.1.1.2. Adrianna (* 2004)
2.4.2.2.2.4.7.9.1.1.2. Jan (1953–1965) |
2.4.2.2.2.4.7.9.2. Jan Antoni (1919-1980) ⚭ Anna Maria Konopka h. Nowina (1921-2010)
2.4.2.2.2.4.7.9.2.1. Józef
2.4.2.2.2.4.7.9.2.2. Anna (* 1947) ⚭ Wojciech Michalski (* 1940) →
2.4.2.2.2.4.7.9.2.3. Magdalena
2.4.2.2.2.4.7.9.2.4. Danuta
2.4.2.2.2.4.7.9.2.5. Iwona
2.4.2.2.2.4.7.9.3. Aleksandra (* 1920) Bronisław Kosiński (* 1910) |
2.4.2.2.2.4.7.10. Emilia (1876-1930) ⚭ Stanisław Kurnatowski h. Łodzia (1873-1926)
2.4.2.2.2.4.7.10.1. Zofia (* 1890) |
2.4.2.2.2.4.7.11. Stanisław (1877-1927) ⚭ Irena Zielonacka h. Leszczyc (1880-1932)
2.4.2.2.2.4.7.11.1. Emilia (1905-1944) |
2.4.2.2.2.4.7.12. Bolesław |
2.4.2.2.2.4.7.13. Teresa |
2.4.2.2.2.4.8. Kazimierz (1833-1863)  |
2.4.2.2.2.4.9. [Gen.] Tadeusz Gustaw (1834-1907) ⚭ Izydora von Bünau (1851-1923)
2.4.2.2.2.4.9.1. [Adm.] Józef Michał Horacy (1884-1973) ⚭ Zofia Unrug (1895-1980)
2.4.2.2.2.4.9.1.1. Horacy Franciszek Tadeusz (1930-2012) ⚭ Anna Maria Gabryela Potocka h. Złota Pilawa
2.4.2.2.2.4.9.1.1.1. Barbara (* 1957) ⚭ Stanisław Tyczyński (* 1958)
2.4.2.2.2.4.9.1.1.1.1. Aleksander (* 1993)
2.4.2.2.2.4.9.1.1.2. [Mer] Christophe (* 1959) ⚭ Nathalie Burgos (* 1961)
2.4.2.2.2.4.9.1.1.2.1. Artur (* 1985)
2.4.2.2.2.4.9.1.1.2.2. Georgia (* 1986)
2.4.2.2.2.4.9.1.1.2.3. Aleksandra (* 1989)
2.4.2.2.2.4.9.1.1.2.4. Władysław (* 1991)
2.4.2.2.2.4.9.1.1.2.5. Maja (* 1991)
2.4.2.2.2.4.9.1.1.3. Marek (* 1961) ⚭ Emilie Durodié (* 1965)
2.4.2.2.2.4.9.1.1.3.1. Julia (* 1990)
2.4.2.2.2.4.9.1.1.3.2. Konstanty (* 1991)
2.4.2.2.2.4.9.1.1.3.3. Elżbieta (* 1993)
2.4.2.2.2.4.9.1.1.3.4. Jan (* 1995)
2.4.2.2.2.4.9.1.1.3.5. Agnieszka (* 1999)
2.4.2.2.2.4.9.1.1.4. Małgorzata Anna Emilia (ur. 1968) ⚭ Paul Joseph Francis Sweeney (* 1963)    
2.4.2.2.2.4.9.1.1.4.1. Klara Anna Therese (* 1996)
2.4.2.2.2.4.9.1.1.4.2. Joanna Agnes Zofia  (* 1997)
2.4.2.2.2.4.9.1.1.4.3. Laetitia Eugenie Gabryela (* 2000)
2.4.2.2.2.4.9.1.1.4.4. Sophie Izydora Sylvia (* 2003)
2.4.2.2.2.4.9.2. Michał (1896-1974) ⚭ Rica Mercedes Rey (* 1902)
2.4.2.2.2.4.9.2.1. Maria Krystyna (1940-1976) |
2.4.2.2.2.4.10. Henryk (1836-1903)
2.4.2.2.2.4.11. Antoni († 1849) |
2.4.2.2.3. N (syn)
2.4.2.2.4. N (córka) |
2.4.2.2.5. (b) N (syn)
2.4.2.3. Urszula Helena ⚭ Aleksander Haza z Radlic h. Zając († 1740) →
2.4.3. Krzysztof ⚭ Małgorzata Katarzyna Golcz († po 1725)
2.4.3.1. Zofia Katarzyna |
2.4.3.2. Urszula Marianna ⚭ Jerzy Fryderyk Brudzewski h. Newlin (1680-1767) →
2.4.3.3. Jerzy Sebastian ⚭ N Kalkreuter
2.4.3.4. Krzysztof ⚭ N Unrug z Miedzychodu
2.4.3.5. Aleksander
2.4.3.6. Karol August
2.4.4. Aleksander Bogusław |
2.5. Eva ⚭ Karl Magnus von Kalckreuth / Kalkreuter
2.6. Ewa († 1694) ⚭ Bogusław Bojanowski h. Junosza z Gołaszyna (1639-1691) →
2.7. Ewa Elżbieta (1647-1712) ⚭ (a) Baltazar Dziembowski z Kręcka, ⚭ (b) Jan Wojciech (Olbracht) Bojanowski (1644-1698) →
3. Balthasar / Balcer Zygmunt (1582-1634) ⚭ Anna Maria Szczaniecka h. Ossoria
3.1. Zygmunt (1615-1680) ⚭ Anna Agnes von Rothenburg z Bytnicy († 1649)
3.1.1. Zygmunt (1642-1674) |
3.1.2. Aleksander (1646-1727) ⚭ (a) Franciszka Teresa Golcz-Szlichtyng z Kłębowca (1637-1677), ⚭ (b) Marianne Christiane von Stutterheim (1658-1745)
3.1.2.1. Krzysztof Zygmunt (1677-1747) ⚭ Anna Elisabeth von Sommerfeld (1681-1746)
3.1.2.1.1. Joanna Elżbieta († 1761) ⚭ Władysław Unrug (1698-1749) →
3.1.2.2. Zygmunt Fryderyk (1689-1746) ⚭ Anna Zofia Horn (1696-1773)
3.1.2.2.1. Baltazar (* ok. 1710) ⚭ Anna Karolina Konarska (* ok. 1720)
3.1.2.2.1.1. Anna Zofia ⚭ [Gen.] Robert Taylor (1752-1780) →
3.1.2.2.1.2.
3.1.2.2.1.3.
3.1.2.2.1.2. Henryk
3.1.2.2.1.3.
3.1.2.2.2. Karol Sebastian (1719-1783) ⚭ Ewa Eleonora Szlichtyng-Bukowiecka
3.1.2.2.2.1. Chrysostomus Sigismund (1749-1834) ⚭ Fryderyka Szarlota Bojanowska z Bojanowa h. Junosza (1756-1834)
3.1.2.2.2.1.1. Ernst Maximilian (1779-1831) ⚭ Charlotte Friederike Philippine von Pirch
3.1.2.2.2.1.1.1. Hermann Leberecht (1819-1874) ⚭ Bertha Henriette Karoline von Zitzewitz (1823-1897)
3.1.2.2.2.1.1.1.1. Margarete (1856-1943) ⚭ Franz Gustav von Branconi (1846-1911) →
3.1.2.2.2.1.2. Rudolf Bogislaw (1794-1847) ⚭ Johanne Hoffmann
3.1.2.2.2.1.2.1. Sebastian Stephan Ernst (1830-1871) ⚭ Auguste von Roßdor z Sierakowa (1834-1885) |
3.1.2.2.2.1.2.2. Rudolf Chrysostomus Bogislaw (* 1839) ⚭ Wanda Buch z Niepruszewa (* 1851) |
3.1.2.2.2.1.3. Stephan Georg (1776-1839) ⚭ Dorothea Elisabeth von Wittken (1783-1822)
3.1.2.2.2.1.3.1. Stephan (1809-1876) ⚭ Johanna Gleß (1824-1859)
3.1.2.2.2.1.3.1.1. [Poseł] Karl Friedrich Stephan (1845-1898) ⚭ Helene Luise Wilhelmine von Hellermann (1853-1921) |
3.1.2.2.2.1.3.2. Eduard (1811-1895) ⚭ Agnes Hulda Aurelia Schendel z Ujścia (* 1838)
3.1.2.2.2.1.3.2.1. Emil (* 1867) ⚭ Lydia Zacharias (* 1870) |
3.2. Johann (Hans) Karl († 1655) ⚭ Elisabeth (Margarethe) von Nostitz (1628-1680)
3.2.1. Anna Elisabeth (* 1646) |
3.2.2. Helene (* 1648) |
3.2.3. Hans Carl (* 1652) |
3.2.4. Balthasar (* 1653) |
3.2.5. Christoph Sigmund (* 1654) |
3.2.6. Alexander (* 1655) |
3.3. Adam Abraham († 1677) ⚭ Barbara Maria Golcz († 1685)
3.3.1. Baltazar (1655-1722) ⚭ (a) Katarzyna Zofia Stuttenheim (1666-1702/3), ⚭ (b) Anna Catharina von Grünberg
3.3.1.1. N
3.3.1.2. N
3.3.1.3. N
3.3.1.4. N
3.3.1.5. N
3.3.1.6. N
3.3.1.7. N
3.3.1.8. N
3.3.1.9. N
3.3.1.10. N
3.3.1.11. (a) Ludwik Filip / Ludwig Philip (ok. 1703-1740)  ⚭ Christiane Eleonore de Bruyn von Gräfenhayn (1703-1770)
3.3.1.1.1. [Gen.] Karl Philipp (1731-1805) ⚭ (a) Elisabeth Henriette Dorothea von Kameke z Przytocka (1745-1782), ⚭ (b) Eleonore Hedwig von Manstein (1749-1796)
3.3.1.1.1.1. Caroline Albertine Maria (1774-1862) ⚭ (a) Jakob von Kameke († 1800/5?), ⚭ (b) [Gen.] Casimir von Ingersleben (1778-1848) →
3.3.1.1.1.2. (a↓) Friedrike Clara Henriette (* 1777) ⚭ N von Nostiz →
3.3.1.1.1.3. Dorothea Christiana Modeste (1781-1854) ⚭ Wilhelm Ernest [Graf] zur Lippe-Biesterfeld →
3.3.1.1.1.4. (b↓) Sophie Johanna Caroline Juliane (1783-1863) ⚭ Peter Karl Earl von Hohenthal (1784-1856) →
3.3.1.1.1.5. [Gen.] Karl Georg Friedrich Johann (1786-1852) ⚭ Mathilde Agnes Beerbohm (1794-1868) |
3.3.1.12. N
3.3.1.2. (b) Alexander
3.3.1.2.1. Bogusław |
3.3.2. Ewa ⚭ Piotr Kościelecki
3.3.3. Urszula Małgorzata ⚭ Wojciech Dorposz-Dorpowski →
3.4. Balthasar ⚭ Ursula von Schlichting |
4. Sidonie ⚭ Johann von Braun-Steinberg
5. Anna ⚭ N Broniewski
6. Barbara ⚭ (a) N Karski, (b) Wit Sczaniecki h. Ossoria